# Liste der Biografien/Hes
Liste der Biografien |
Portal Biografien |
Personensuche
# |
A |
B |
C |
D |
E |
F |
G |
H |
I |
J |
K |
L |
M |
N |
O |
P |
Q |
R |
S |
T |
U |
V |
W |
X |
Y |
Z |
?
 
Ha |
Hd |
He |
Hi |
Hj |
Hk |
Hl |
Hm |
Hn |
Ho |
Hr |
Hs |
Ht |
Hu |
Hv |
Hw |
Hy
 
Hea |
Heb |
Hec |
Hed |
Hee |
Hef |
Heg |
Heh |
Hei |
Hej |
Hek |
Hel |
Hem |
Hen |
Heo |
Hep |
Heq |
Her |
Hes |
Het |
Heu |
Hev |
Hew |
Hex |
Hey |
Hez
Die Liste der Biografien führt alle Personen auf, die in der deutschsprachigen Wikipedia einen Artikel haben. Dieses ist eine Teilliste mit 864 Einträgen von Personen, deren Namen mit den Buchstaben „Hes“ beginnt.

## Hes
- Heš, Bohumil (1889–1970), tschechoslowakischer Filmarchitekt beim deutschen und tschechischen Film

### Hesa
- Hesayne, Miguel (1922–2019), argentinischer Geistlicher, römisch-katholischer Bischof von Viedma

### Hesb
- Hesberg, Carl (1898–1977), deutscher Politiker (CDU), MdB
- Hesberg, Georg von (1819–1873), hessischer Gesandter und Abgeordneter
- Hesberg, Henner von (* 1947), deutscher Klassischer Archäologe
- Hesberg, Louis von (1824–1909), preußischer General der Kavallerie
- Hesburgh, Theodore (1917–2015), römisch-katholischer Priester und Universitätsprofessor

### Hesc
- Hesch, August (1870–1942), deutscher Steinmetzmeister und Mitglied des Provinziallandtages der Provinz Hessen-.Nassu
- Hesch, Michael (1893–1979), deutscher Ethnologe und Anthropologe
- Hesch, Wilhelm (1860–1908), österreichischer Theaterschauspieler und Opernsänger (Bass)
- Heschel, Abraham Jehoschua (1748–1825), Rabbiner und chassidischer Zaddik
- Heschel, Abraham Joshua (1907–1972), US-amerikanischer Rabbiner und PhilosophAbraham Joshua Heschel (1907–1972)

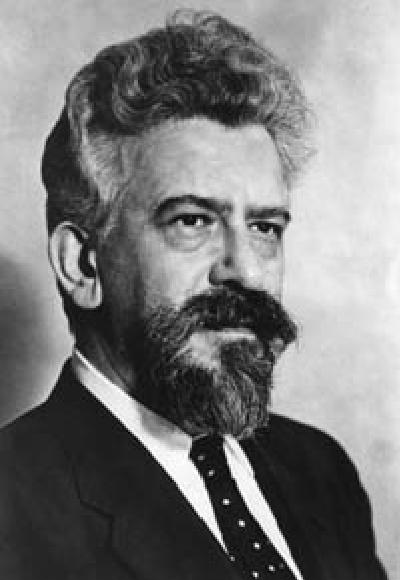
Abraham Joshua Heschel (1907–1972)

- Heschel, Susannah (* 1956), US-amerikanische Hochschullehrerin für Jüdische Studien und Autorin
- Hescheler, Johann (1638–1689), Schweizer Bildschnitzer
- Hescheler, Jürgen (* 1959), deutscher Physiologe und Stammzellforscher
- Hescheler, Karl (1868–1940), Schweizer Zoologe und Paläontologe
- Heschko, Iwan (* 1979), ukrainischer Mittelstreckenläufer
- Heschl, Adolf (* 1959), österreichischer Zoologe, Primatenforscher und Autor
- Heschl, Nora (* 1987), österreichische Schauspielerin
- Heschl, Richard (1824–1881), österreichischer Anatom

### Hesd
- Hesdörffer, Heinz (1923–2019), deutscher Überlebender und Zeitzeuge des Holocaust

### Hese
- Heseding, Ferdinand (1893–1961), deutscher Bildhauer
- Hesekiel, Friedrich (1794–1840), deutscher lutherischer Theologe
- Hesekiel, George (1819–1874), deutscher Journalist und Schriftsteller
- Hesekiel, Johannes (1835–1918), deutscher evangelischer Theologe
- Hesekiel, Ludovica (1847–1889), deutsche Schriftstellerin
- Hesekiel, Martin (1912–2003), deutscher evangelischer Pfarrer und Kirchenlieddichter
- Heselden, Jimi (1948–2010), britischer Unternehmer
- Hesele, Hans (1926–2016), österreichischer Bundesbeamter und Politiker (SPÖ), Abgeordneter zum Nationalrat
- Heseler, Heiner (* 1948), deutscher Volkswirt, Bremer Staatsrat
- Heselhaus, Clemens (1912–2000), deutscher Germanist und Literaturwissenschaftler
- Heselhaus, Nadine (* 1978), deutsche Politikerin (SPD), MdB
- Heselhaus, Sabine (* 1967), Schweizer Politikerin (Grüne)
- Heselhaus, Sebastian (* 1960), deutscher Rechtswissenschaftler
- Heseltine, Michael (* 1933), britischer Politiker, Mitglied des House of Commons, Minister
- Heselton, John W. (1900–1962), US-amerikanischer Politiker
- Hesemann, Christian Heinrich (1814–1856), deutscher Bildhauer
- Hesemann, Clemens (1897–1981), deutscher Politiker (Zentrum, CDU), MdL, MdB
- Hesemann, Heinz (1910–1945), deutscher Landrat
- Hesemann, Julius (1901–1980), deutscher Geologe, Pionier der Geschiebekunde
- Hesemann, Michael (* 1964), deutscher Autor und DokumentarfilmerMichael Hesemann (* 1964)

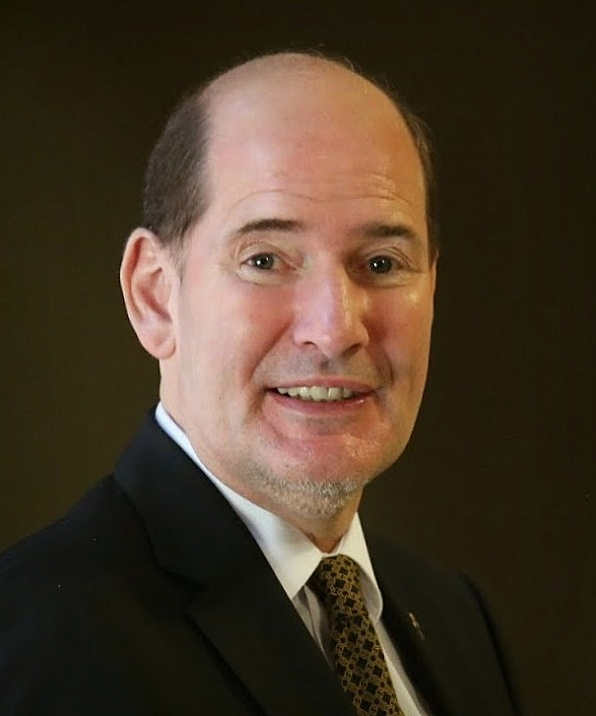
Michael Hesemann (* 1964)

- Hesenthaler, Magnus (1621–1681), deutscher Historiker, Politikwissenschaftler, Pädagoge, Kirchenlieddichter und Hochschullehrer
- Heser, Georg (* 1609), Jesuit, Theologe, Gelehrter

### Hesh
- Hesham, Ahmed (* 2000), ägyptischer Handballspieler
- Hesham, Mazen (* 1994), ägyptischer Squashspieler
- Heshen (1750–1799), chinesischer Beamter
- Heshigtogtahu, Ch. (1940–2022), mongolischer Mongolist
- Heshka, Shaun (* 1985), kanadischer Eishockeyspieler
- Heshusius, Anton Günther (1638–1700), deutscher Philosoph

### Hesi
- Hesimin, Beamter im Alten Ägypten zur Zeit der 5. Dynastie
- Hesina, Marco (* 1991), österreichischer Fußballspieler

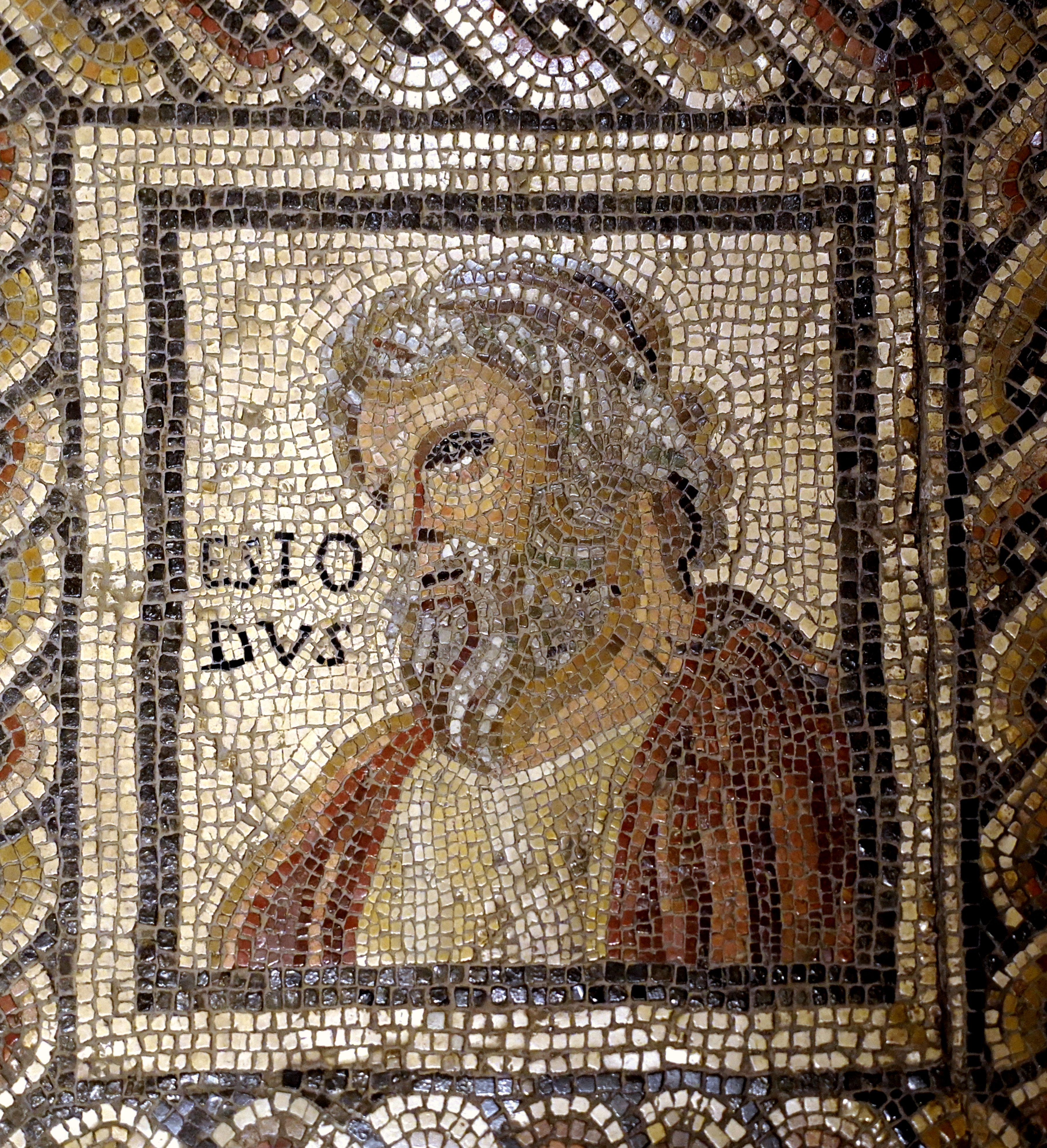
Hesiod

- Hesiod, griechischer DichterHesiod
- Hesire, altägyptischer Beamter

### Hesj
- Hesjedal, Ryder (* 1980), kanadischer Radrennfahrer

### Hesk
- Heskamp, Ralf (* 1965), deutscher Fußballspieler und -funktionär
- Heske, Edward J. (* 1953), US-amerikanischer Mammaloge
- Heske, Franz (1892–1963), deutscher Forstwissenschaftler
- Heske, Henning (* 1960), deutscher Lyriker und Essayist
- Heske, Immo (* 1969), deutscher prähistorischer Archäologe
- Heske, Karin (* 1939), deutsche Schauspielerin
- Heskel, Alex (1864–1943), deutscher Lehrer und Historiker
- Hesketh, Alexander Fermor- (* 1950), britischer Adliger, Politiker, Rennstallbesitzer und Motorradfabrikant
- Hesketh, Roy (1915–1944), südafrikanischer Rennfahrer und Pilot
- Heskett, Geoffrey (1929–2023), australischer Basketballspieler
- Heskett, Ralph (* 1953), britischer Ordensgeistlicher, römisch-katholischer Bischof von Hallam
- Heskey, Emile (* 1978), englischer FußballspielerEmile Heskey (* 1978)

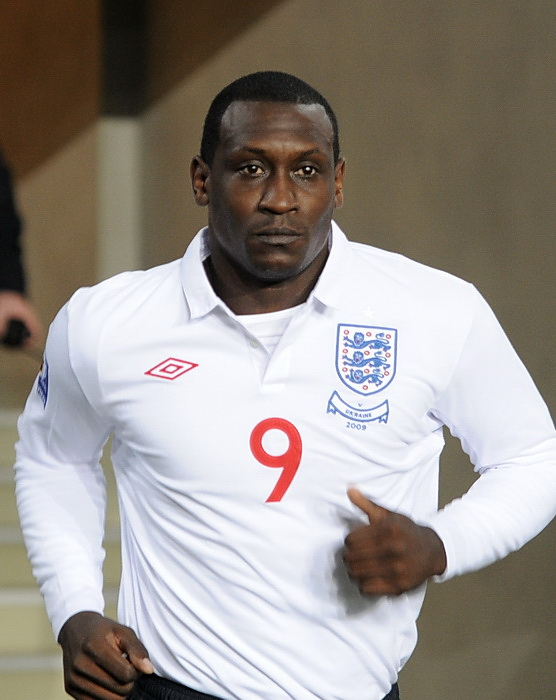
Emile Heskey (* 1978)

- Heski, Ibrahim († 1931), kurdischer Rebell und Angehöriger des Celali-Stammes
- Heskin, Kam (* 1973), US-amerikanische Schauspielerin und Model
- Hesky, Andreas (* 1964), deutscher Politiker (Freie Wähler)

### Hesl
- Hesl, Wolfgang (* 1986), deutscher Fußballtorwart
- Hesleden, Thomas Goulton (1776–1827), englischer Schiffsmakler
- Hesler, Heinrich von, mittelhochdeutscher Dichter und Angehöriger des Deutschordens
- Heslin, Mike (1988–2024), US-amerikanischer Schauspieler, Autor, Produzent und Sänger
- Hesling, Édouard (1869–1934), französischer Kolonialbeamter
- Heslop, Barbara (1925–2013), neuseeländische Immunologin und Hochschullehrerin
- Heslop, George (1940–2006), englischer Fußballspieler
- Heslop-Harrison, Jack (1920–1998), britischer Botaniker
- Heslop-Harrison, John William (1881–1967), britischer Botaniker
- Heslop-Harrison, Yolande (* 1919), britische Botanikerin
- Heslov, Grant (* 1963), US-amerikanischer Schauspieler, Regisseur, Drehbuchautor, Produzent und Oscar-Preisträger

### Hesm
- Hesme, Clotilde (* 1979), französische Theater- und FilmschauspielerinClotilde Hesme (* 1979)

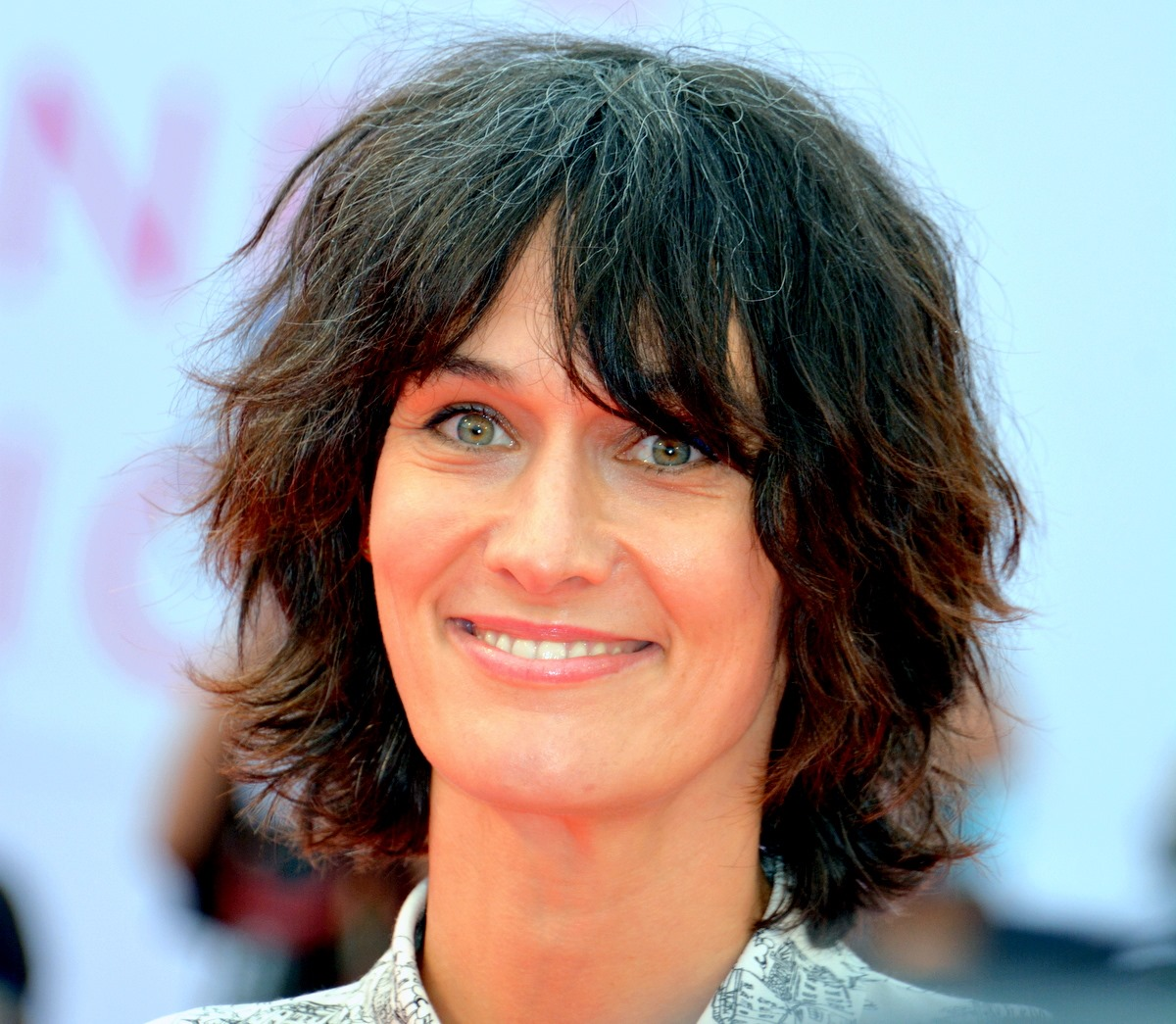
Clotilde Hesme (* 1979)

- Hesmer, Herbert (1904–1982), deutscher Forstwissenschaftler
- Hesmer, William (* 1981), US-amerikanischer Fußballtorwart
- Hesmert, Daniel (* 1974), deutscher Eishockeyspieler
- Hesmert, Ernst, deutscher Maler und Illustrator der Düsseldorfer Schule
- Hesmondhalgh, Beth, englisch-britische Suffragette
- Hesmondhalgh, Julie (* 1970), britische Schauspielerin

### Hesn
- Hesnard, Angelo (1886–1969), französischer Psychiater und Psychoanalytiker
- Hesnault, François (* 1956), französischer Formel-1-Fahrer

### Heso
- Hesoun, Josef (1930–2003), österreichischer Politiker (SPÖ), Abgeordneter zum Nationalrat, Mitglied des Bundesrates
- Hesoun, Wolfgang (* 1960), österreichischer Manager

### Hesp
- Hesp, Danny (* 1969), niederländischer Fußballspieler
- Hesp, Ruud (* 1965), niederländischer Fußballtorhüter und Torwarttrainer
- Hespe, Justus Jacob († 1842), deutscher Uhrmacher und Erfinder
- Hespel, Nina (* 2001), belgische Hürdenläuferin
- Hespeler, Bruno (* 1943), deutscher Berufsjäger und Jagdautor
- Hespeler, William (1830–1921), kanadischer Politiker (Manitoba)
- Hespengau, Irmingard von († 818), erste Gemahlin Ludwigs des Frommen
- Hesperius († 542), Bischof von Metz
- Hesperos, christlicher Märtyrer, Heiliger
- Hespers, Dirk (1931–2018), deutscher Liedermacher, Musiker, Volksliedsammler und Lehrer
- Hespers, Theo (1903–1943), deutscher Widerstandskämpfer in der Zeit des Nationalsozialismus
- Hespos, Hans-Joachim (1938–2022), deutscher Komponist und Verleger

### Hess

#### Hess D
- Hess de Calve, Gustav Adolf (1784–1838), ungarisch-russischer Philosoph, Komponist und Bergbauingenieur

#### Hess, A – Hess, Y

##### Hess, A
- Hess, Adam (* 1981), US-amerikanisch-deutscher BasketballspielerAdam Hess (* 1981)

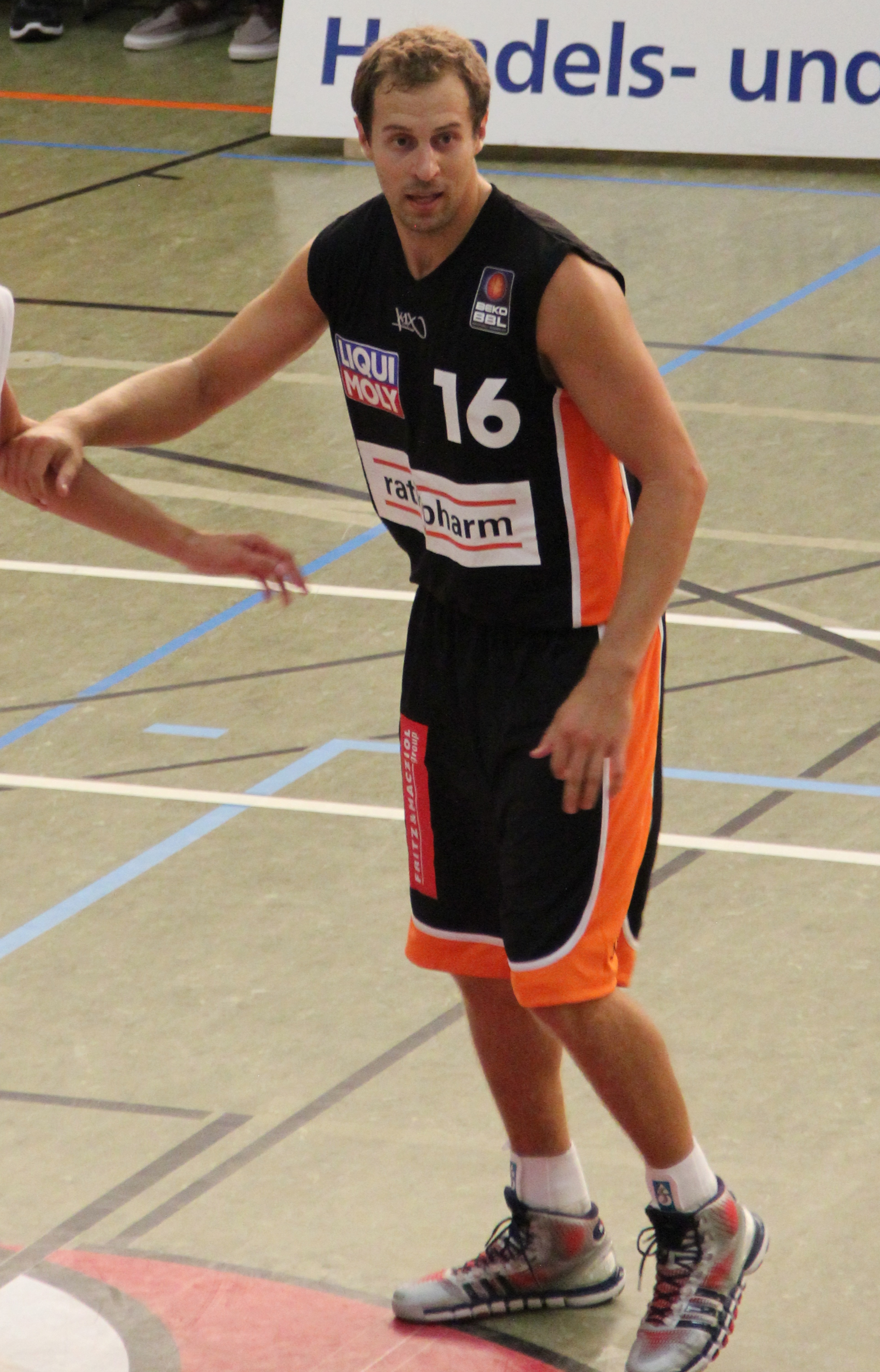
Adam Hess (* 1981)

- Hess, Adolph (1846–1912), deutscher Münzhändler
- Heß, Alban (1891–1970), deutscher Buchhändler und Gegner des Nationalsozialismus
- Heß, Albert von (1836–1911), deutscher Jurist und Politiker
- Hess, Alfred (1879–1931), deutscher Kaufmann, Unternehmer, Kommunalpolitiker, Kunstsammler und -mäzen
- Heß, Alfred (1897–1963), deutscher Funktionär der NSDAP/AO und Bruder des Hitler-Stellvertreters Rudolf Heß
- Hess, Alfred Fabian (1875–1933), US-amerikanischer Arzt
- Hess, Allie (* 1996), US-amerikanische Fußballspielerin
- Hess, Andreas, Buchdrucker
- Hess, Annette (* 1967), deutsche Schriftstellerin und DrehbuchautorinAnnette Hess (* 1967)

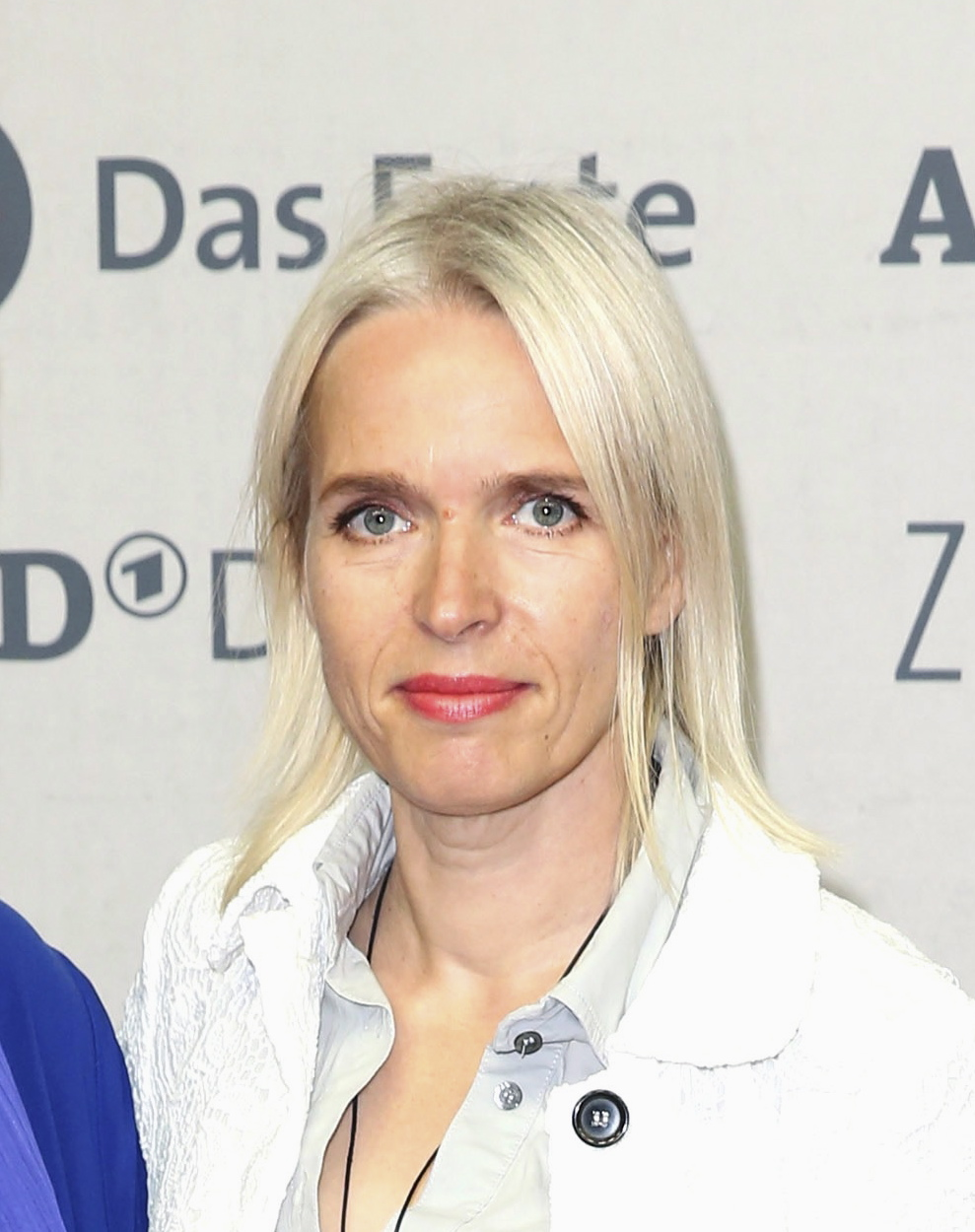
Annette Hess (* 1967)

- Hess, Anton (1838–1909), deutscher Bildhauer
- Heß, Arthur (1891–1959), deutscher Politiker (NSDAP), MdR
- Heß, Artur (1929–2011), deutscher Leichtathletiktrainer
- Hess, August (1832–1897), Landtagsabgeordneter Großherzogtum Hessen

##### Hess, B
- Hess, Barbara (* 1964), deutsche Kunsthistorikerin, Kritikerin und Übersetzerin
- Hess, Beda (1885–1953), 112. Generalminister der Franziskaner-Konventualen
- Heß, Bernd Artur (1954–2004), deutscher theoretischer Chemiker
- Hess, Bernhard (* 1966), national-konservativer Schweizer Politiker
- Heß, Bernhard von (1792–1869), bayerischer Generalleutnant und Kriegsminister
- Hess, Beth Bowman (1928–2003), US-amerikanische Soziologin und Gerontologin
- Hess, Burkhard (* 1961), deutscher Zivilrechtler

##### Hess, C
- Heß, Carl Adolph Heinrich (1769–1849), deutscher Tiermaler
- Hess, Carl Ernst Christoph (1755–1828), deutscher Kupferstecher
- Heß, Carl von (1863–1923), deutscher Ophthalmologe
- Hess, Carry (1889–1957), deutsche Lichtbildkünstlerin
- Heß, Christian (1803–1874), deutscher Schullehrer, Botaniker und Wetterbeobachter
- Hess, Christian (1895–1944), österreichischer Maler und Bildhauer
- Heß, Claus (1933–2018), deutscher Ruderer
- Hess, Clemens (1850–1918), Schweizer Lehrer, Physiker und Meteorologe
- Heß, Cordelia (* 1977), deutsche Historikerin und Hochschullerin

##### Hess, D
- Hess, Daniel (* 1963), Schweizer Kunsthistoriker
- Hess, Daniel (* 1965), Schweizer Komponist
- Hess, Daniel (* 1998), deutscher Badmintonspieler
- Hess, David (1770–1843), Zürcher Schriftsteller und Maler
- Hess, David Alexander (1936–2011), US-amerikanischer Musiker, Filmregisseur, Filmproduzent und SchauspielerDavid Alexander Hess (1936–2011)

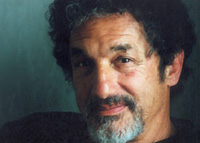
David Alexander Hess (1936–2011)

- Hess, David J., US-amerikanischer Anthropologe
- Hess, Debby (* 1963), israelische Miss-Wahlteilnehmerin und Psychologin
- Heß, Dieter (1933–2021), deutscher Botaniker
- Heß, Dietmar (* 1955), deutscher Kommunalpolitiker (CDU), Bürgermeister von Finnentrop
- Hess, Dirk (* 1945), deutscher Schriftsteller und Comicautor
- Hess, Donald (1936–2023), Schweizer Unternehmer, Weinbaupionier und Kunstsammler

##### Hess, E
- Heß, Eberhard (1903–1945), deutscher Landrat
- Hess, Eckhard (1916–1986), US-amerikanischer Psychologe und Ethologe
- Hess, Edgar (* 1954), deutscher Fußballspieler und -trainer
- Hess, Edmund (1843–1903), deutscher Mathematiker
- Heß, Elise (1898–1987), deutsche Hebamme und Sozialdemokratin
- Hess, Elmar (* 1966), deutscher Künstler
- Hess, Emil (1889–1945), Schweizer Schauspieler
- Hess, Emil (1911–2004), Schweizer Veterinärmediziner sowie Hochschullehrer
- Hess, Emma (1842–1928), Schweizer Sozialreformerin und Frauenrechtlerin
- Hess, Erich (* 1981), Schweizer Politiker (SVP)
- Hess, Erich K. (1929–2018), deutscher Architekt
- Heß, Erika (1934–1986), deutsche Kommunalpolitikerin
- Hess, Erika (* 1962), Schweizer SkirennläuferinErika Hess (* 1962)

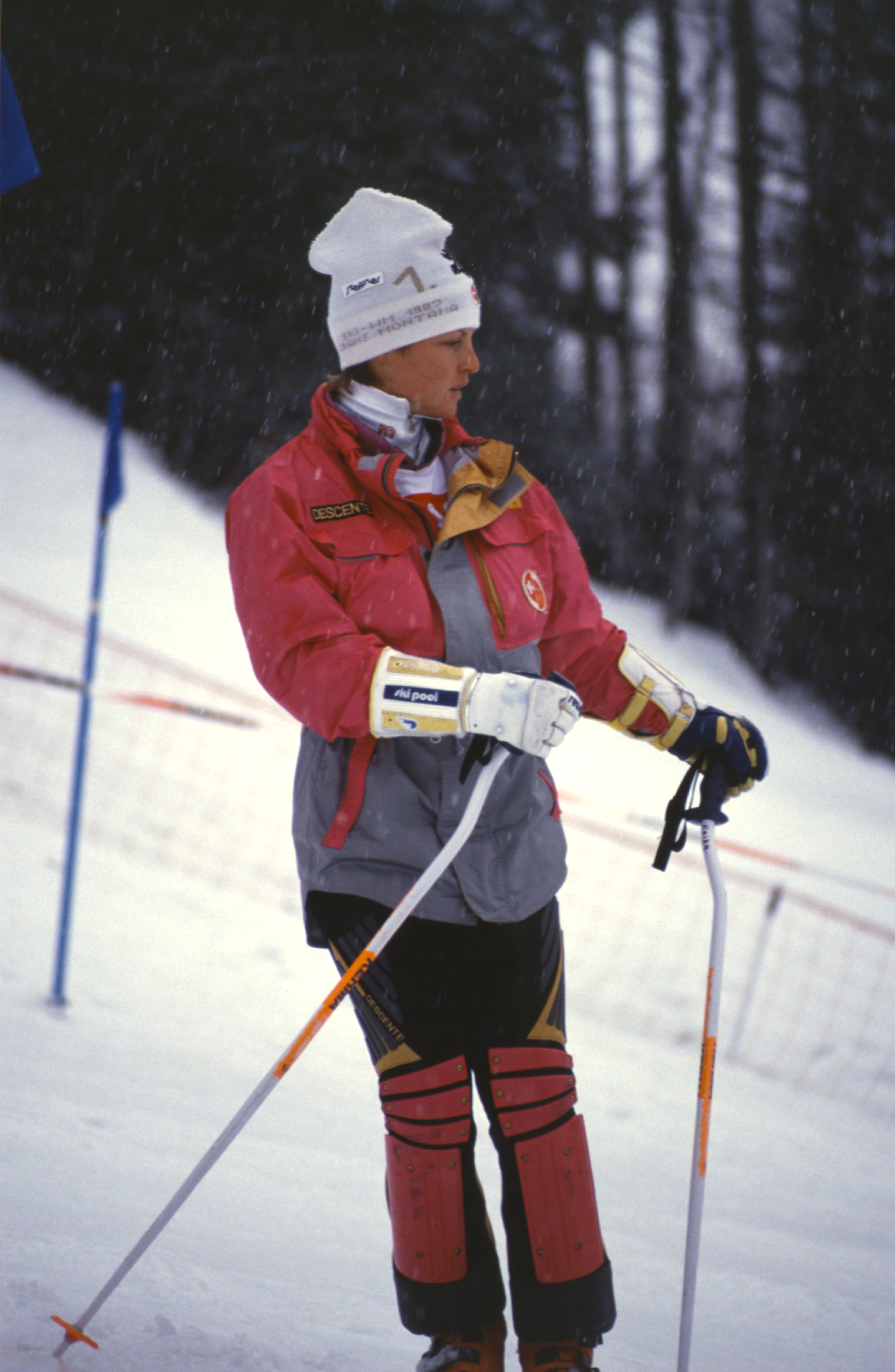
Erika Hess (* 1962)

- Heß, Ernst (1880–1945), deutscher Widerstandskämpfer gegen den Nationalsozialismus
- Hess, Ernst (1912–1968), Schweizer Dirigent, Komponist und Musikwissenschaftler
- Hess, Ernst Moritz (1890–1983), deutscher Offizier, Holocaustüberlebender und Bundesbahnbeamter
- Hess, Erwin (1871–1945), deutscher Jurist
- Hess, Eugen (1824–1862), deutscher Maler, Zeichner und Radierer
- Hess, Ewald (1918–1996), deutscher Landschaftsmaler

##### Hess, F
- Hess, Felix (1742–1768), Schweizer reformierter Theologe
- Hess, Felix (1878–1943), niederländischer Zeichner, Maler, Illustrator und Karikaturist
- Hess, Florian (* 1978), deutscher Freestyle-Frisbee-Spieler und -funktionär
- Heß, Franz Sales (1899–1989), deutscher Benediktinerpater und Gymnasiallehrer
- Heß, Frauke (1963–2020), deutsche Oboistin, Musikpädagogin, Hochschullehrerin
- Hess, Fred (1944–2018), US-amerikanischer Jazzmusiker
- Heß, Freddy (* 1964), deutscher Fußballspieler
- Heß, Friedrich (1829–1917), Kreisrat im Großherzogtum Hessen
- Hess, Friedrich (1883–1945), österreichisch-schweizerischer Heimatforscher
- Heß, Friedrich (* 1940), deutscher Politiker (SPD), MdHB
- Hess, Friedrich Ludwig (1721–1800), Schweizer Militärperson
- Heß, Fritz (1879–1938), deutscher Politiker (NSDAP), MdR
- Hess, Fritz (1895–1970), Schweizer Beamter
- Hess, Fritz (1901–1991), Schweizer Buchhandelsmanager

##### Hess, G
- Heß, Gabriele (* 1971), deutsche Skilangläuferin
- Hess, Gale (1955–2012), US-amerikanische Jazzmusikerin und Komponistin
- Heß, Georg (1613–1694), deutscher Lehrer
- Hess, Georg (1784–1860), Landtagsabgeordneter Großherzogtum Hessen
- Hess, Georg (1956–2016), Schweizer Politiker (CVP), Landammann von Schwyz
- Hess, Gerhard, Schweizer Intendant und Regisseur
- Hess, Gerhard (1731–1802), deutscher Benediktinermönch und Historiker
- Hess, Gerhard (1907–1983), deutscher Romanist und Literaturwissenschaftler
- Hess, Gerhard (* 1946), deutscher Rechtsanwalt und Hauptgeschäftsführer des Bayerischen Bauindustrieverbandes in München
- Hess, Germain Henri (1802–1850), schweizerisch-russischer Chemiker
- Hess, Gisela (* 1940), deutsche Schauspielerin und Synchronsprecherin
- Hess, Giuseppe (1885–1967), italienischer Jurist, Fußballspieler und Sportfunktionär
- Hess, Grete (1894–1976), Schweizer Künstlerin, Schriftstellerin und Radiomoderatorin
- Hess, Günter (1903–1979), deutscher Tänzer, Choreograf, Regisseur und Tanzpädagoge
- Hess, Günter (1940–2023), deutscher Germanist
- Hess, Gustav (1874–1940), deutscher Landwirt und Politiker
- Heß, Gustav (1879–1957), deutscher Jurist und Beigeordneter

##### Hess, H
- Hess, Hans (1864–1940), deutscher Gletscherforscher
- Hess, Hans (1873–1928), österreichischer Politiker (CSP), Landtagsabgeordneter
- Heß, Hans (1881–1957), deutscher Wirtschaftsführer
- Heß, Hans (* 1902), deutscher Bobfahrer
- Hess, Hans (1908–1975), deutsch-britischer Kunsthistoriker, Kurator, Museumsdirektor, Dozent und Autor
- Heß, Hans (1918–2011), deutscher Angiologe
- Heß, Hans (1929–2024), deutscher Konteradmiral der Volksmarine
- Hess, Hans (1932–2022), Schweizer Erfinder und Pionier im Bereich moderner Sportbekleidung
- Hess, Hans (* 1945), Schweizer Politiker (FDP)
- Hess, Hans (* 1955), Schweizer Ingenieur und Manager
- Hess, Hans Ernst (1920–2009), Schweizer Botaniker und Hochschullehrer
- Heß, Hans Georg, deutscher Basketballspieler und -trainer
- Heß, Hans-Jürgen (1935–2010), deutscher Politiker (SPD), MdA
- Hess, Harro (1935–2011), deutscher Geologe, Autor und Wissenschaftsjournalist
- Hess, Harry (* 1968), kanadischer Sänger, Gitarrist und Produzent
- Hess, Harry Hammond (1906–1969), US-amerikanischer Geologe
- Heß, Heinrich (1794–1865), sachsen-weimarischer Architekt und Baurat
- Heß, Heinrich (1844–1927), deutscher Beamter, Heimatforscher und Politiker
- Hess, Heinrich (1847–1919), Schweizer Lehrer, Verleger und Politiker
- Heß, Heinrich (1857–1944), österreichischer Alpinist und Führerautor
- Heß, Heinrich (1928–1993), deutscher Kanute
- Heß, Heinrich (* 1932), deutscher Sportmediziner
- Hess, Heinrich Maria von (1798–1863), deutscher Maler
- Heß, Heinrich von (1788–1870), österreichischer FeldmarschallHeinrich von Heß (1788–1870)

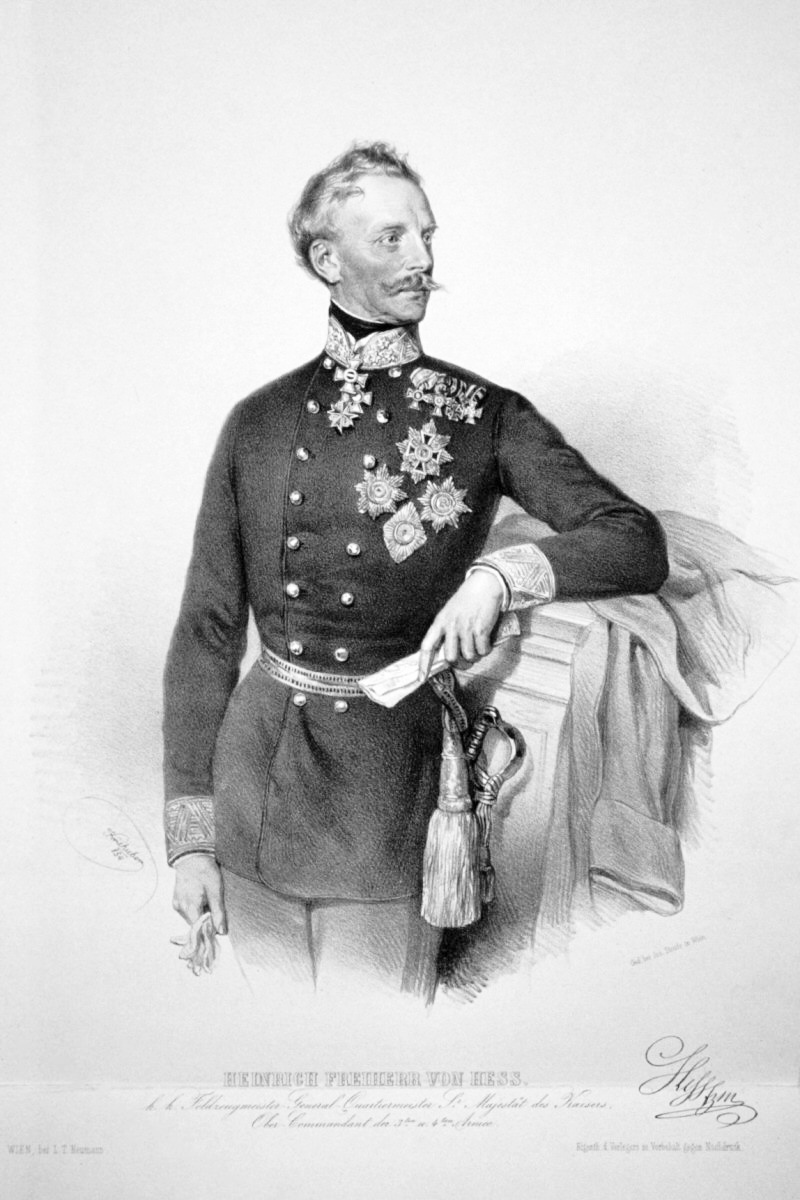
Heinrich von Heß (1788–1870)

- Heß, Heinz (1922–1992), deutscher Architekt
- Hess, Heinz (1941–2006), deutscher Unternehmer und Pionier im Bereich der natürlichen Kleidung
- Hess, Henner (* 1940), deutscher Kriminologe
- Hess, Herbert (1908–1977), deutscher Sänger (Tenor) und Hochschullehrer
- Hess, Herbie (1933–2015), deutscher Jazzmusiker (Klavier, Klarinette, Tenorsaxophon) und Lehrer
- Hess, Hermann (* 1951), Schweizer Politiker (FDP.Die Liberalen)
- Hess, Hieronymus (1799–1850), Schweizer Maler, Zeichner und Karikaturist
- Hess, Hildegard (1920–2014), deutsche Handelschemikerin
- Hess, Hildi (1911–1998), Schweizer Bildhauerin
- Heß, Horst (1932–2007), deutscher Ringer
- Hess, Hunter (* 1998), US-amerikanischer Freestyle-Skisportler

##### Hess, I
- Hess, Ignaz (1871–1963), Schweizer katholischer Theologe und Archivar
- Heß, Ilse (1900–1995), deutsche Autorin, Ehefrau von Rudolf Heß
- Hess, Isaak (1789–1866), deutscher Buchhändler und Antiquar

##### Hess, J
- Hess, Jacob (1885–1969), deutscher Kunsthistoriker
- Hess, Jacques B. (1926–2011), französischer Jazz-Musiker, Autor und Musikhistoriker
- Hess, Jake (1927–2004), US-amerikanischer Sänger des Southern Gospel
- Hess, Jared (* 1979), US-amerikanischer Filmregisseur, Drehbuchautor und FilmproduzentJared Hess (* 1979)

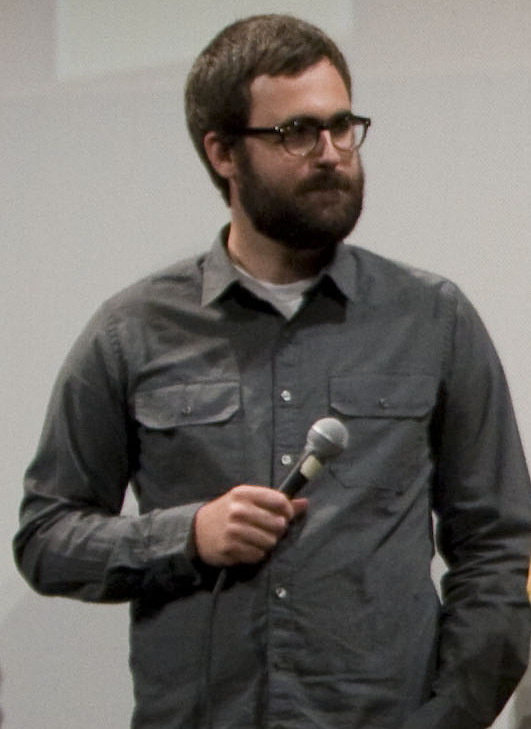
Jared Hess (* 1979)

- Heß, Jennifer (* 1975), deutsche Behindertensportlerin im Bogenschießen
- Hess, Jerusha (* 1980), US-amerikanische Filmregisseurin und Drehbuchautorin
- Hess, Joachim (1732–1819), niederländischer Organist und Musikschriftsteller
- Hess, Joachim (1925–1992), deutscher Schauspieler und Theater- und Fernsehregisseur
- Hess, Joan (1949–2017), US-amerikanische Krimi-Autorin
- Heß, Jodokus (1484–1539), deutscher Kartäuserprior
- Heß, Johan (* 1977), deutscher Theaterregisseur
- Heß, Johann († 1547), lutherischer Theologe und Reformator
- Hess, Johann Benedikt der Ältere (1636–1674), deutscher Steinschneider des Barock
- Hess, Johann Benedikt der Jüngere (1672–1736), deutscher Gemmenschneider des Barock
- Hess, Johann Friedrich Christian (1785–1845), Stadtbaumeister in Frankfurt am Main
- Hess, Johann Georg Christian (1756–1816), deutscher Architekt
- Hess, Johann Jakob (1741–1828), Schweizer Theologe
- Hess, Johann Jakob (1791–1857), Schweizer Jurist und Politiker
- Hess, Johann Jakob (1866–1949), Schweizer Ägyptologe, Assyriologe und Arabist
- Hess, Johannes (1786–1837), deutscher Botaniker und Bibliothekar
- Heß, Johannes (1922–1975), deutscher Maler und Grafiker im Vogtland
- Heß, Jonas Ludwig von (1756–1823), deutscher Publizist und Politiker
- Hess, Josef (* 1961), Schweizer Beamter und Politiker
- Hess, Josef Anton (1832–1915), Schweizer Politiker (Katholisch-Konservative) und Textilunternehmer
- Heß, Joseph (* 1801), deutscher Kaufmann und Politiker
- Heß, Joseph (1878–1932), deutscher Pädagoge, Beamter und Politiker der Zentrumspartei
- Hess, Judith (* 1978), deutsche Freestyle-Frisbee-Spielerin
- Heß, Julius (1824–1891), Advokat und kurhessischer Abgeordneter
- Hess, Julius (1878–1957), deutscher Maler
- Heß, Jürgen Alexander (1943–2001), deutscher Illustrator
- Heß, Jürgen C. (* 1943), deutscher Historiker und Hochschullehrer

##### Hess, K
- Hess, Karl (1798–1835), deutscher Jurist, hessischer liberaler Politiker
- Hess, Karl (1802–1874), deutscher Maler
- Heß, Karl (1900–1975), deutscher Rechtsanwalt, Fußballfunktionär und Vorsitzender von Darmstadt 98
- Heß, Karl (1911–1997), deutscher Landrat
- Hess, Karl (* 1945), österreichischer Physiker
- Heß, Karl August (1800–1871), deutscher Jurist und Politiker
- Hess, Karl von (1788–1872), deutscher Privatier und Stiftungsgründer
- Hess, Karl-Heinz (1930–1995), deutscher Schauspieler
- Hess, Katharina (* 1935), Schweizer Schriftstellerin
- Hess, Kathryn (* 1967), amerikanische Mathematikerin
- Hess, Katja (* 1946), deutsche Malerin
- Hess, Katja (* 1983), deutsche Theologin
- Heß, Katrin (* 1985), deutsche SchauspielerinKatrin Heß (* 1985)

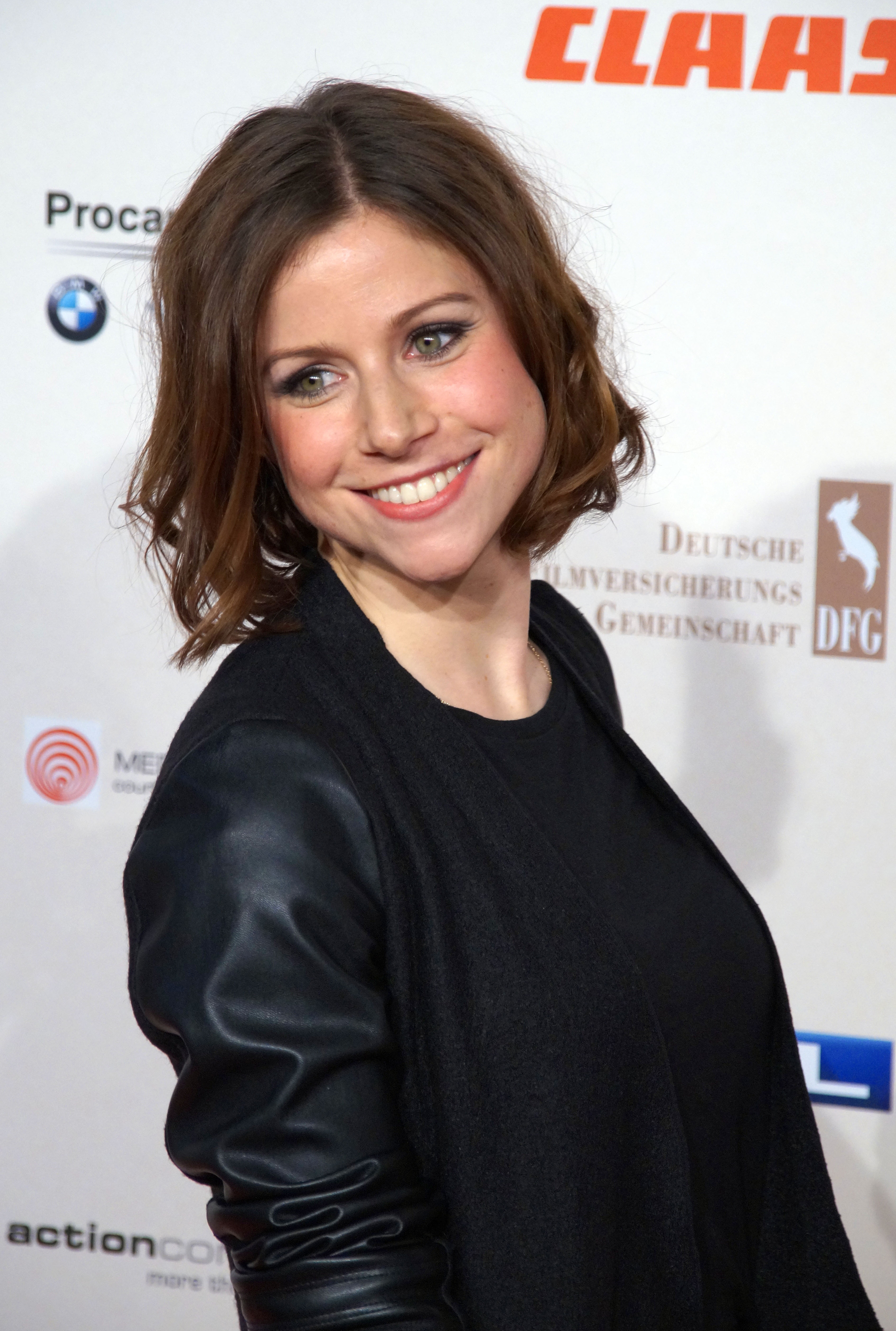
Katrin Heß (* 1985)

- Heß, Katrin Anne (* 1979), deutsche Schauspielerin
- Hess, Klaus (* 1948), deutscher Verleger
- Hess, Konrad (1908–2001), Schweizer Politiker (Katholisch-Konservative)
- Hess, Kurt (1888–1961), deutscher Chemiker
- Hess, Kurt Luis (1908–2010), dominikanischer Landwirt und Schulleiter deutscher Herkunft

##### Hess, L
- Heß, Lara (* 1997), deutsche Fußballspielerin
- Hess, Leo (1879–1963), austroamerikanischer Internist und Neurologe
- Hess, Liam (* 1992), britischer Schauspieler
- Hess, Lilian (1929–2017), deutsche Politikerin (SED), Thüringer Landtagsabgeordnete (FDJ)
- Hess, Lorenz (* 1961), Schweizer Politiker
- Hess, Ludwig (1760–1800), Schweizer Maler
- Hess, Ludwig (1776–1853), deutscher Kupferstecher
- Heß, Ludwig von (1719–1784), Publizist, königlich-dänischer Justizrat und Regierungsrat

##### Hess, M
- Hess, Marcel (1873–1948), belgischer Maler
- Hess, Marcel (* 1982), Schweizer Handballspieler
- Hess, Markus, deutscher Hacker
- Hess, Markus (* 1963), deutscher Radrennfahrer
- Hess, Markus M. (* 1959), deutscher Mediziner
- Heß, Martin (* 1965), deutscher Wirtschaftsgeograf
- Hess, Martin (* 1971), deutscher Polizist, Politiker (AfD), MdB
- Hess, Martin (* 1987), deutscher Fußballspieler
- Hess, Max (1825–1868), deutscher Dekorations- und Historienmaler
- Hess, Max (1877–1969), US-amerikanischer Kunstturner
- Hess, Max (1878–1975), deutscher Hornist, der in den USA wirkte
- Heß, Max (* 1996), deutscher LeichtathletMax Heß (* 1996)

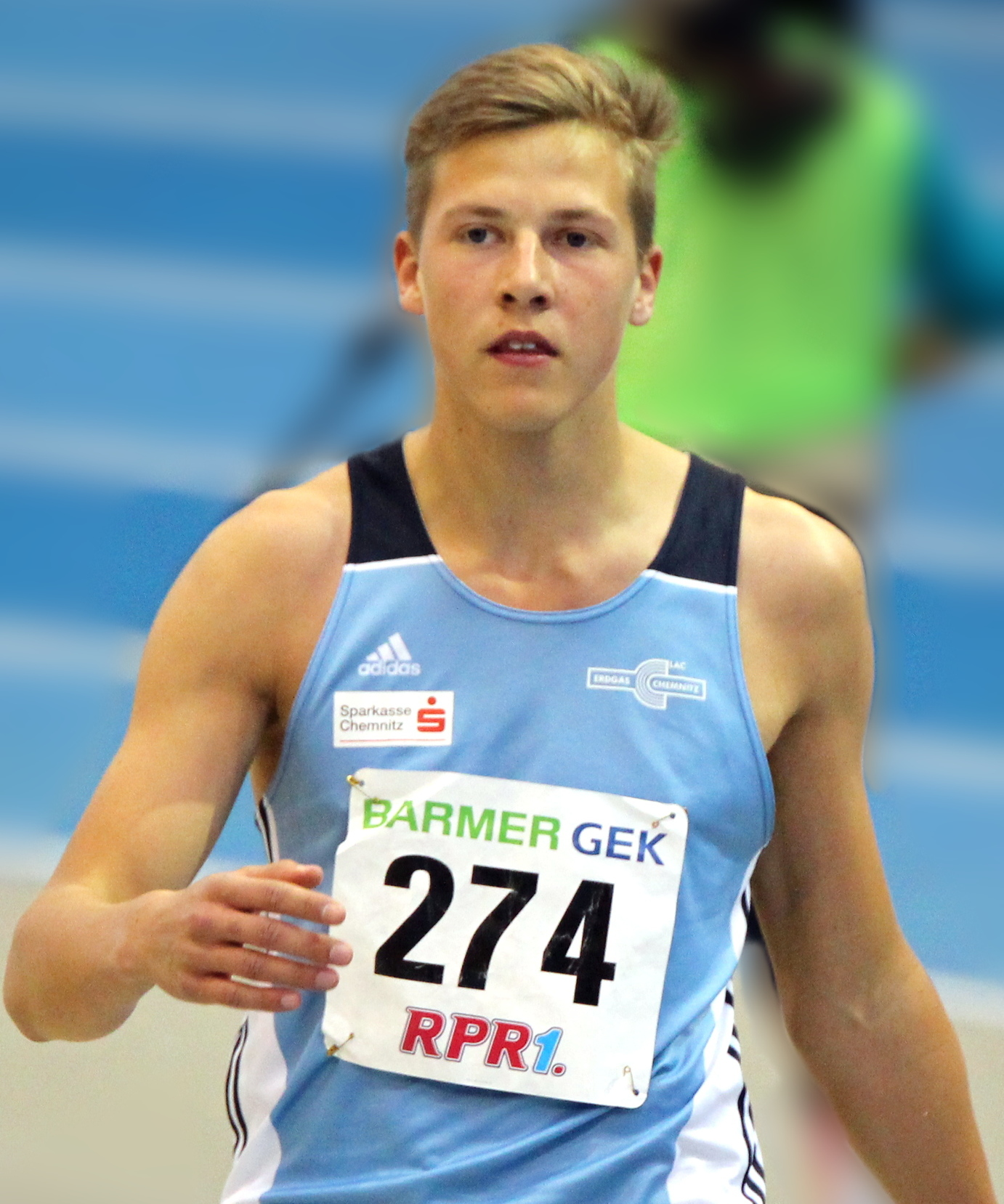
Max Heß (* 1996)

- Hess, Mendel (1807–1871), deutscher Rabbiner
- Hess, Michael (1782–1860), Pädagoge und Direktor des Philanthropin in Frankfurt am Main
- Heß, Michael Reinhard (* 1967), deutscher Turkologe und Forscher des aserbaidschanischen Dichters Imadeddin Nesimi
- Hess, Mona, deutsche Wissenschaftlerin
- Hess, Monika (* 1964), Schweizer Skirennfahrerin
- Hess, Moses (1812–1875), deutsch-jüdischer Philosoph, Frühsozialist, Vorläufer des ZionismusMoses Hess (1812–1875)

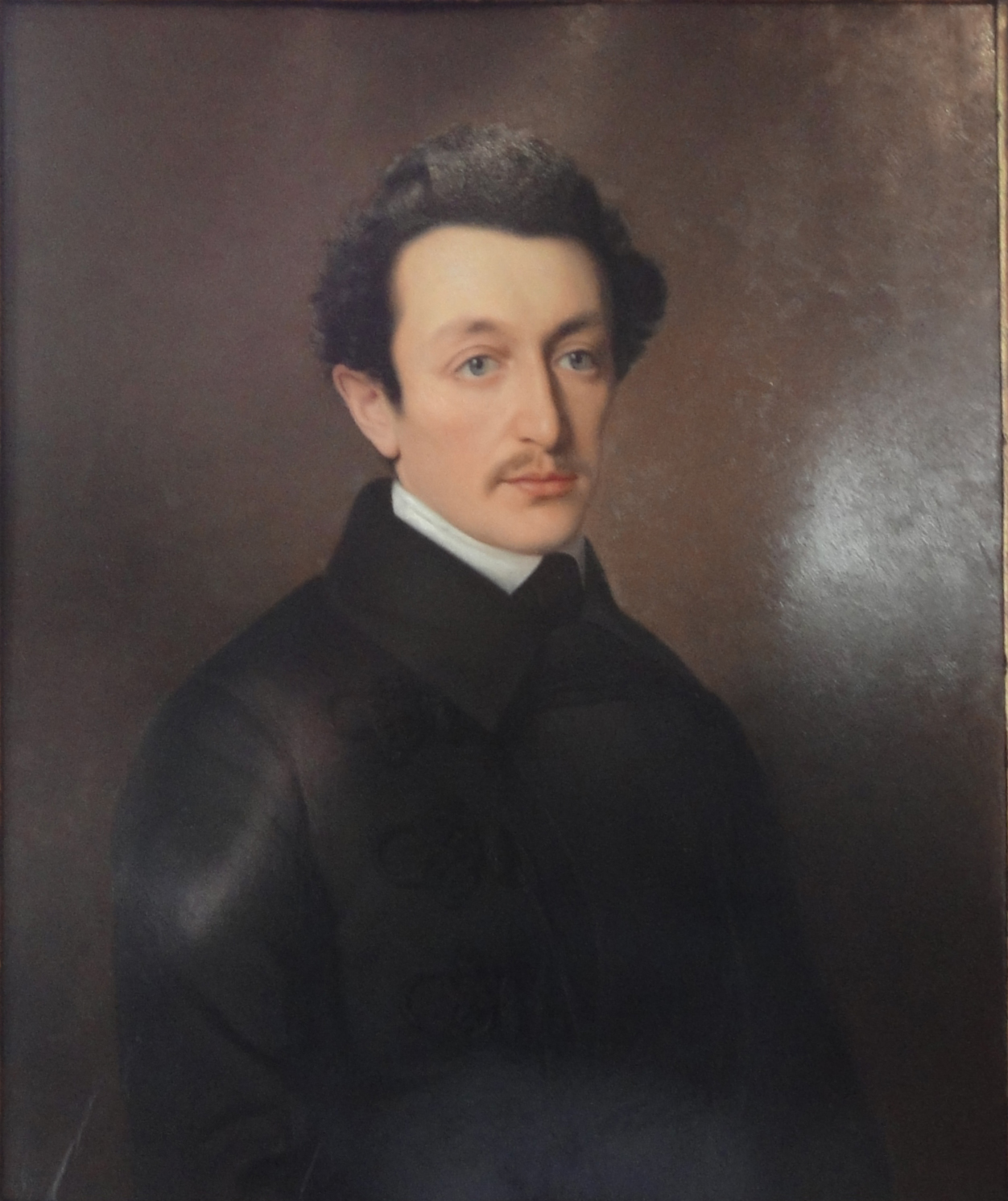
Moses Hess (1812–1875)

- Hess, Muriel (* 1990), deutsche Boulespielerin
- Hess, Myra (1890–1965), britische Pianistin

##### Hess, N
- Hess, Nicole (* 1973), deutsche Politikerin (AfD)
- Hess, Nikolaj (* 1967), dänischer Jazzpianist und -komponist
- Hess, Nini (1884–1943), deutsche Lichtbildkünstlerin
- Heß, Norbert (1942–2013), deutscher Fußballspieler

##### Hess, O
- Hess, Olena (* 1971), ukrainische Schachspielerin
- Hess, Otto (1873–1962), Schweizer Politiker (CVP)
- Heß, Otto (1875–1955), deutscher Arzt und Klinikdirektor
- Hess, Otto (1897–1988), Schweizer Politiker (FDP, BGB)
- Hess, Otto (1908–1967), deutscher Politiker (DRP, NPD), MdL
- Hess, Otto (1935–2014), Schweizer Politiker (SVP)
- Hess, Otto H. (1911–1997), deutscher Verleger

##### Hess, P
- Heß, Patrick (1970–2018), deutscher Motorradsportler
- Heß, Paul (1536–1603), deutscher Mediziner
- Hess, Peter (1709–1782), deutscher Steinschneider des Barock
- Hess, Peter (* 1941), deutscher Autor und Anbieter von Seminaren zum Thema Klangmassage mit Klangschalen
- Hess, Peter (* 1948), Schweizer Politiker (CVP) und Rechtsanwalt
- Hess, Peter, US-amerikanischer Jazzmusiker (Saxophon, Klarinette, Flöte, Arrangement)
- Hess, Peter von (1792–1871), deutscher MalerPeter von Hess (1792–1871)

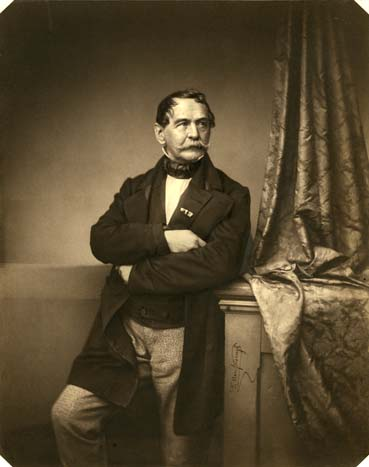
Peter von Hess (1792–1871)

- Heß, Petra (* 1959), deutsche Politikerin (SPD), MdL, MdB
- Hess, Philipp (1845–1919), österreichischer Offizier und Militärtechniker
- Heß, Philipp (1887–1934), deutscher Ringer
- Heß, Philipp von (1750–1825), deutscher Gutsbesitzer und Abgeordneter

##### Hess, R
- Hess, Rainer (1936–2004), deutscher Romanist, Lusitanist und Literaturwissenschaftler
- Hess, Rainer (* 1940), deutscher Jurist
- Heß, Regine, deutsche Diplomatin
- Hess, Reimund (* 1935), deutscher Komponist, Musikwissenschaftler und Musikredakteur
- Heß, Reinhard (1904–1998), deutscher Maler und Glasmaler
- Heß, Reinhard (1945–2007), deutscher Skispringer und Skisprungtrainer
- Heß, Richard (1835–1916), deutscher Forstwissenschaftler
- Heß, Richard (1937–2017), deutscher bildender Künstler
- Hess, Robert (* 1991), US-amerikanischer Schachgroßmeister und Streamer
- Hess, Rudolf (1886–1962), deutscher Kinderarzt und Klinikdirektor
- Heß, Rudolf (1894–1987), deutscher Politiker (NSDAP), MdR, Stellvertreter HitlersRudolf Heß (1894–1987)

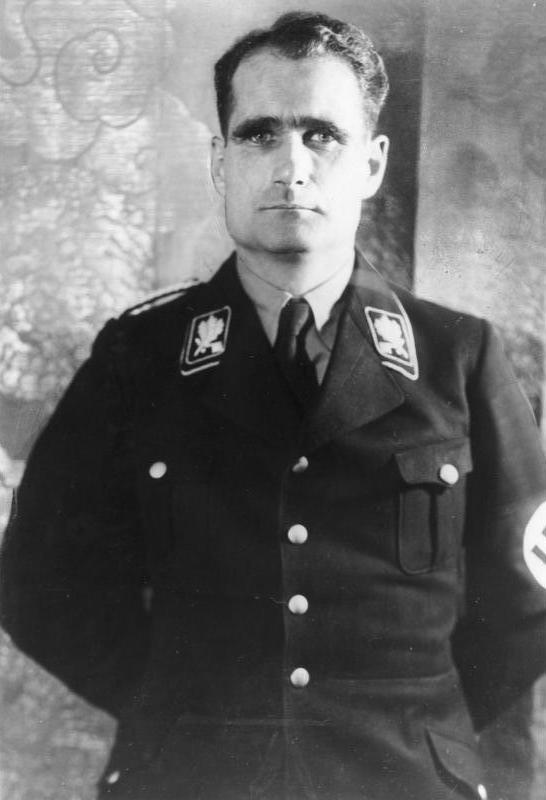
Rudolf Heß (1894–1987)

- Hess, Rudolf (1913–2007), Schweizer Neurologe und Epileptologe

##### Hess, S
- Heß, Sabine (* 1958), deutsche Ruderin
- Hess, Salomon (1763–1837), Schweizer historischer Schriftsteller und Pfarrer
- Hess, Sam (* 1951), Schweizer Autor
- Hess, Sandra (* 1968), Schweizer Schauspielerin, Model
- Hess, Sandra (* 1976), deutsche Karateka und Traceur
- Hess, Sandro (* 1975), Schweizer Politiker (CVP), Kantonsrat in St. Gallen
- Hess, Sebastian (1971–2021), deutscher Cellist
- Hess, Sebastian (* 1975), deutscher Agrarwissenschaftler und Agrarökonom
- Hess, Sebastian (* 1977), deutscher Leichtathletiktrainer
- Hess, Siegfried (* 1940), deutscher theoretischer Physiker
- Hess, Sigurd (1938–2018), deutscher Konteradmiral
- Hess, Stefan (* 1965), Schweizer Historiker und Kunsthistoriker
- Hess, Stephen H. (* 1933), US-amerikanischer Politikwissenschaftler und politischer Berater

##### Hess, T
- Hess, Thekla (1884–1968), deutsch-britische Kunstsammlerin
- Hess, Thomas (* 1967), deutscher Wirtschaftsinformatiker
- Hess, Thomas (* 1968), Schweizer Filmregisseur und Drehbuchautor
- Hess, Thomas B. (1920–1978), US-amerikanischer Kunstkritiker und Chefredakteur des Kunstmagazins ArtNews
- Heß, Tobias (1558–1614), deutscher Jurist

##### Hess, U
- Heß, Ulrich (1921–1984), deutscher Archivar und Landeshistoriker
- Heß, Ulrich (* 1945), deutscher Wirtschaftshistoriker
- Hess, Ulrico (1939–2006), Schweizer Berufsoffizier (Korpskommandant)
- Hess, Urs (1940–2013), Schweizer Jugendfilmschauspieler und Mediziner

##### Hess, V
- Hess, Victor Franz (1883–1964), österreichisch-US-amerikanischer Physiker, Nobelpreisträger 1936Victor Franz Hess (1883–1964)

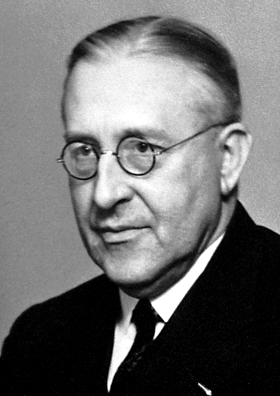
Victor Franz Hess (1883–1964)

- Hess, Volker (* 1962), deutscher Mediziner und Hochschullehrer

##### Hess, W
- Hess, Walter (1885–1980), Schweizer Zahnarzt sowie Hochschullehrer
- Hess, Walter (1908–1979), deutscher SS-Hauptsturmführer
- Hess, Walter (* 1939), Schweizer Schauspieler
- Hess, Walter (* 1949), Schweizer Politiker
- Hess, Walter Rudolf (1881–1973), Schweizer Physiologe
- Hess, Walther (1900–1986), deutscher Botschafter
- Hess, Werner (1914–2003), deutscher Intendant
- Heß, Wilhelm (1841–1918), deutscher Botaniker und Zoologe
- Heß, Wilhelm (1846–1916), österreichischer Architekt
- Hess, Wilhelm (1858–1937), deutscher Mathematiker und Historiker
- Heß, Wilhelm (1907–1997), deutscher Offizier
- Hess, William E. (1898–1986), US-amerikanischer Politiker (Republikanische Partei)
- Heß, Willy (1859–1939), deutscher Violinist und Musikpädagoge
- Hess, Willy (1906–1997), Schweizer Musikwissenschaftler und Komponist
- Hess, Wilmot N. (1926–2004), US-amerikanischer Physiker
- Heß, Wolf Rüdiger (1937–2001), deutscher Architekt, Sohn von Rudolf und Ilse Heß sowie Patenkind Adolf Hitlers
- Heß, Wolf-Dietrich (* 1937), deutscher Sportwissenschaftler, Hochschullehrer und Leichtathletikfunktionär
- Heß, Wolfgang (1926–1999), deutscher Landeshistoriker und Numismatiker
- Hess, Wolfgang (1937–2016), Schweizer Schauspieler und Synchronsprecher
- Hess, Wolfgang (* 1940), deutscher Ingenieur, Linguist und Hochschullehrer
- Hess, Wolfgang (* 1952), deutscher Wissenschaftsjournalist
- Hess, Wolfgang René (* 1961), deutscher Bioinformatiker und Hochschullehrer

##### Hess, Y
- Hess, Yven (* 2002), Schweizer Märchenerzähler und Schauspieler

#### Hess-

##### Hess-G
- Hess-Grunewald, Hubertus (* 1960), deutscher Rechtsanwalt, Fußballfunktionär und Politiker (SPD)

##### Hess-L
- Hess-Lüttich, Ernest (* 1949), deutscher Germanist und Hochschullehrer

##### Hess-M
- Hess-Maier, Dorothee (* 1936), deutsche Verlegerin

##### Hess-W
- Hess-Waser, Annemarie (* 1940), Schweizer Skirennfahrerin

#### Hessb
- Heßberg, Georg von (1777–1852), kurhessischer Generalleutnant und Kriegsminister
- Hessberg, Karl Christoph Wilhelm von (1775–1813), westphälischer Brigadegeneral, Kommandeur des 2. Husaren-Regiments
- Heßberg, Ludwig von (1788–1872), deutscher Offizier und religiöser Eiferer
- Hessberg, Richard (1879–1960), deutscher Augenarzt
- Heßberg, Wilhelm, deutscher Funktionär der neuheidnischen Deutschen Glaubensbewegung (DG)
- Heßberger, Heinrich (1873–1952), Mitglied des Provinziallandtages der Provinz Hessen-Nassau
- Heßberger, Maria (1870–1944), deutsche Politikerin (Zentrum), MdL

#### Hessd
- Heßdörfer, Ludwig (1894–1988), deutscher Jurist und Präsident des Bundesfinanzhofs

#### Hesse
- Hesse von Hessenthal, Joseph (1785–1849), preußischer Generalmajor
- Hesse, Adolph (1809–1863), deutscher Organist und Komponist
- Hesse, Afua Adwo Jectey (* 1953), ghanaische Medizinerin und Hochschullehrerin
- Hesse, Albert (1866–1924), deutscher Chemiker
- Hesse, Albert (1876–1965), deutscher Nationalökonom
- Hesse, Alexander (* 1969), Filmproduzent, Redakteur und Autor
- Hesse, Alexandre (1806–1879), französischer Genre-, Historien- und Kirchenmaler
- Hesse, Alfred (1889–1955), deutscher Maler und Grafiker
- Hesse, Alfred (1904–1988), deutscher Maler
- Hesse, Amandine (* 1993), französische Tennisspielerin
- Hesse, Andreas Peter von (1728–1803), hessischer Staatsmann und Jurist
- Hesse, Andreas von (1793–1868), deutscher Richter und Politiker, Landtagsabgeordneter Großherzogtum Hessen
- Hesse, Andree (* 1966), deutscher Schriftsteller und Literaturübersetzer
- Hesse, Angelika (1955–2023), deutsche Geologin und Paläornithologin
- Hesse, Ann-Charlotte (* 1954), schwedische Sprinterin
- Hesse, Arno (* 1887), deutscher Mittelstreckenläufer
- Hesse, Arnold (1838–1908), deutscher Richter am Reichsgericht
- Heße, Arthur (1888–1966), deutscher Politiker (Volksnationale Reichsvereinigung)
- Hesse, Bernd (* 1962), deutscher Strafverteidiger und Autor
- Hesse, Birgit (* 1975), deutsche Politikerin (SPD)Birgit Hesse (* 1975)

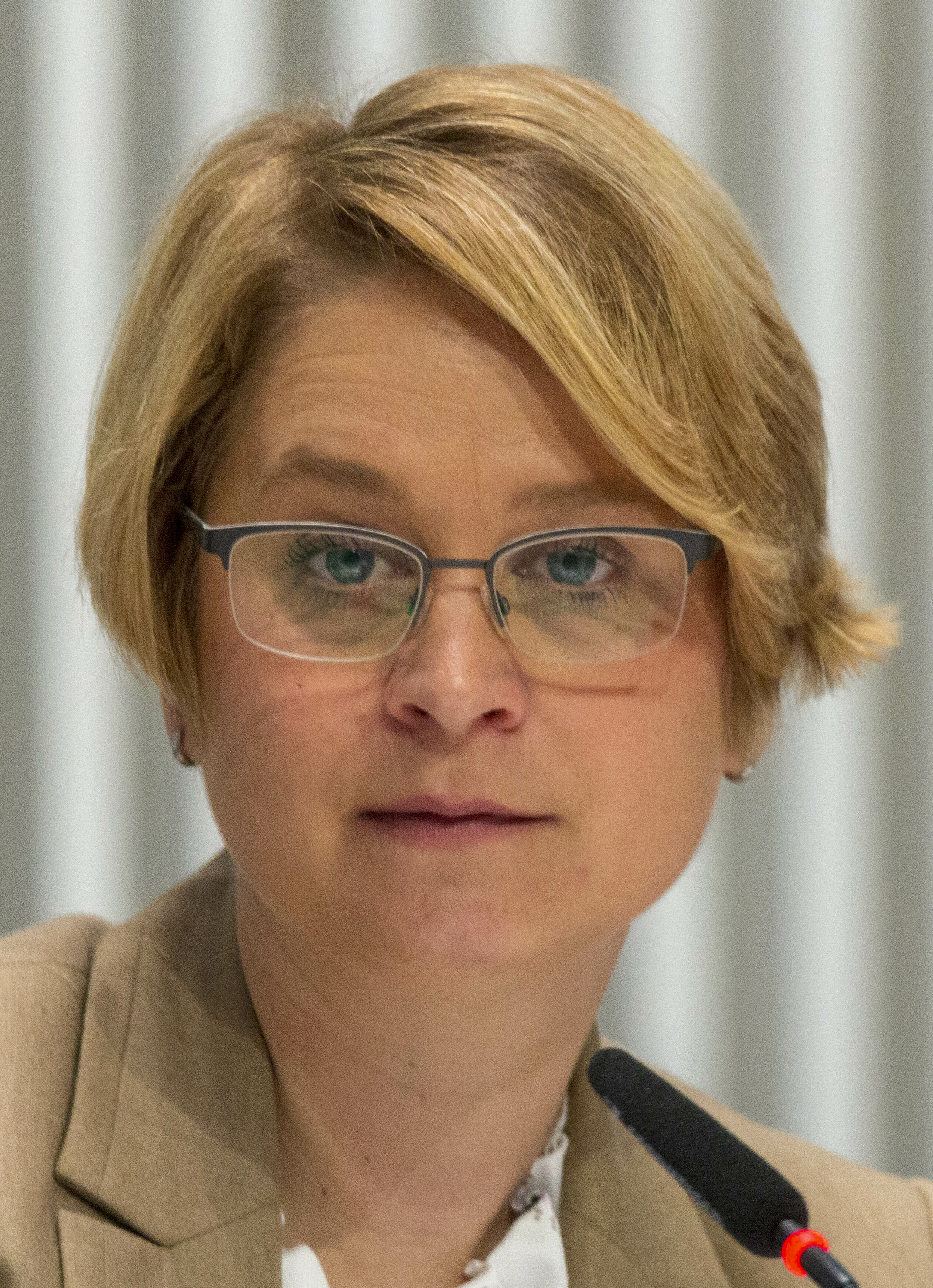
Birgit Hesse (* 1975)

- Hesse, Bruno (1905–1999), Schweizer Maler
- Hesse, Carl (1808–1882), deutscher Orgelbauer in Triest und Wien
- Hesse, Carl (1827–1895), deutscher Architekt und preußischer Baubeamter
- Hesse, Carl Hermann (1802–1896), deutsch-baltischer Mediziner
- Hesse, Carl Immanuel Philipp (1875–1918), evangelisch-lutherischer Pastor, Märtyrer in Estland
- Hesse, Carla (* 1956), US-amerikanische Historikerin
- Hesse, Charles (1901–1971), deutscher Politiker (CDU), MdL
- Hesse, Chris Tsui (* 1932), ghanaischer Filmschaffender, Offizier und Diplomat im Ruhestand
- Hesse, Christian (* 1960), deutscher MathematikerChristian Hesse (* 1960)

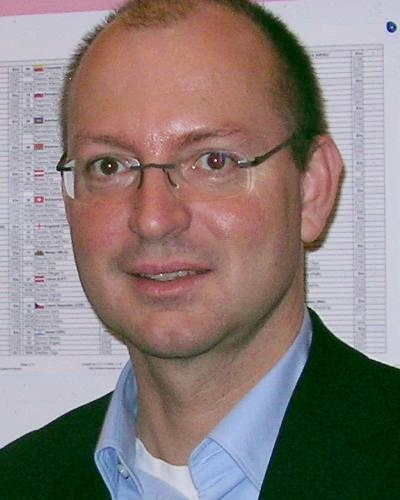
Christian Hesse (* 1960)

- Hesse, Christian (* 1961), Schweizer Historiker
- Hesse, Christoph (1910–1945), deutscher Verwaltungsjurist und Landrat sowie Polizeipräsident
- Hesse, Christoph (* 1977), deutscher Architekt
- Hesse, Curt, deutscher Fußballspieler
- Hesse, Curt (1898–1969), deutscher Unternehmer und IHK-Präsident
- Hesse, Curtis J. (1905–1945), US-amerikanischer Paläontologe
- Hesse, Eberhard (1911–1986), deutscher Politiker (SPD), MdA
- Hesse, Eduard (1912–2011), deutscher evangelischer Geistlicher
- Hesse, Egmont (* 1959), deutscher Verleger
- Hesse, Elias (* 1658), deutscher Asienreisender, Autor eines Reiseberichts
- Hesse, Enno (* 1982), deutscher Schauspieler
- Hesse, Erich (1874–1945), deutscher Zoologe
- Hesse, Ernst (* 1949), deutscher Bildhauer
- Hesse, Ernst Christian (1676–1762), deutscher Gambist und Komponist
- Hesse, Ernst Hermann (* 1845), deutscher Orgelbauer
- Hesse, Ernst Ludwig (1768–1823), deutscher Orgelbauer
- Hesse, Ernst Siegfried (* 1798), deutscher Orgelbauer
- Hesse, Erwin (1907–1992), österreichischer katholischer Theologe
- Hesse, Eva (1925–2020), deutsche Autorin, Essayistin, Herausgeberin und Übersetzerin
- Hesse, Eva (1936–1970), US-amerikanische Künstlerin deutscher Herkunft
- Hesse, Fabienne (* 1982), deutsche Schauspielerin, Hörspiel- und Synchronsprecherin
- Hesse, Fanny Angelina (1850–1934), Erfinderin der Nutzung von Agar-Agar als Bakterienkulturmedium
- Hesse, Felix (1836–1880), deutscher Schauspieler und Intendant
- Hesse, Ferdinand (1882–1964), deutscher Journalist, Schriftsteller sowie Theatergründer
- Hesse, Franz (1917–2013), deutscher evangelisch-reformierter Theologe und Hochschullehrer
- Hesse, Franz Hinrich, deutscher Geschichtslehrer und Heimatkundler
- Hesse, Franz Hugo (1804–1861), preußischer Beamter, Politiker und Diplomat
- Hesse, Fred (1942–2021), deutscher Fußballspieler
- Hesse, Friedrich (1796–1868), preußischer Landrat
- Hesse, Friedrich Louis (1849–1906), deutscher Zahnmediziner
- Hesse, Friedrich Wilhelm (* 1948), deutscher Psychologe
- Hesse, Fritz (1881–1973), deutscher Politiker
- Hesse, Fritz (1893–1963), deutscher Politiker (SPD), MdL
- Hesse, Fritz (1897–1980), deutscher Mediziner
- Hesse, Fritz (1898–1980), deutscher Diplomat, Autor und Journalist
- Hesse, Fritz (1903–1971), deutscher Politiker (SPD), MdL
- Hesse, Gabriela (* 1960), deutsche Zisterzienserin und Äbtissin
- Hesse, Georg Andreas (* 1784), deutscher Orgelbauer
- Hesse, Gerda (1918–2006), deutsche Gewerkschafterin, stellvertretende Vorsitzende des Bundesvorstandes der DAG (1971–1983)
- Hesse, Gerhard (1908–1997), deutscher Chemiker und Hochschullehrer
- Hesse, Gerhard (* 1970), österreichischer Jurist
- Hesse, Gerrit (* 1978), deutscher Schauspieler
- Hesse, Gritta, Bibliothekarin und Ausstellungskuratorin
- Hesse, Gustav (1931–2001), deutscher Militär, Vizeadmiral der Volksmarine
- Hesse, Hans, deutscher Maler der Spätgotik und Frührenaissance
- Hesse, Hans (1865–1938), deutscher Generalmajor
- Hesse, Hans (* 1961), deutscher Historiker und Autor
- Hesse, Hans Albrecht (1935–2015), deutscher Jurist
- Hesse, Hans der Ältere, deutscher Bildhauer
- Hesse, Hans der Jüngere, deutscher Bildhauer
- Hesse, Hans Gerd (1931–1985), deutscher promovierter Jurist und Richter am Bundesgerichtshof
- Hesse, Hartwig (1778–1849), deutscher Kaufmann und Stifter
- Hesse, Heidrun (1951–2007), deutsche Philosophin und Hochschullehrerin
- Hesse, Heiner (1909–2003), Schweizer Dekorateur, Illustrator und Nachlassverwalter
- Hesse, Heinrich, deutscher Gartenbaudirektor
- Hesse, Heinrich (1827–1902), deutscher Kaufmann und Politiker (Zentrum), MdR
- Hesse, Heinrich von (1827–1895), preußischer Generalmajor und Kommandeur des 84. Infanterieregiments
- Hesse, Helge (* 1963), deutscher Drehbuchautor, Filmregisseur und Schriftsteller
- Hesse, Helmut (1916–1943), deutscher evangelischer Pfarrer
- Hesse, Helmut (1934–2016), deutscher Ökonom
- Hesse, Hermann (1861–1948), deutscher Dirigent, Chorleiter und Organist
- Hesse, Hermann (1877–1962), deutsch-schweizerischer Schriftsteller, Dichter und MalerHermann Hesse (1877–1962)

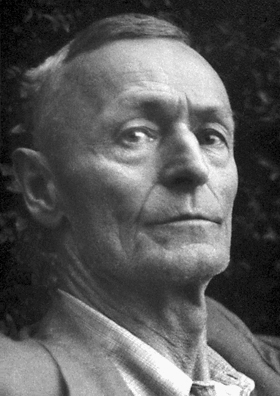
Hermann Hesse (1877–1962)

- Hesse, Hermann Albert (1877–1957), deutscher reformierter Theologe
- Hesse, Horst (1922–2006), deutscher Spion
- Hesse, Horst-Peter (1935–2009), deutscher Musikwissenschaftler
- Hesse, Hubert (1826–1908), deutscher Unternehmer und Mitglied des Provinziallandtages der Provinz Hessen-Nassau
- Hesse, Hubert (1865–1926), deutscher Unternehmer und Mitglied des Provinziallandtages der Provinz Hessen-Nassau
- Hesse, Hugo (1855–1923), deutscher Naturwissenschaftler
- Hesse, Jakob (1881–1966), Landtagsabgeordneter Waldeck
- Hesse, Jan-Otmar (* 1968), deutscher Wirtschaftshistoriker
- Hesse, Jennifer, deutsche Volleyballschiedsrichterin
- Hesse, Joachim Jens (1942–2018), deutscher Politologe und Hochschullehrer
- Hesse, Johann Andreas (1763–1835), deutscher Orgelbauer
- Hesse, Johann Heinrich, deutscher Komponist und Kantor
- Hesse, Johann Michael (1734–1810), deutscher Orgelbauer
- Hesse, Johann Michael II. (1806–1856), deutscher Orgelbauer
- Hesse, Johanna (1880–1958), deutsche Opern- und Konzertsängerin (Sopran)
- Hesse, Johannes (1847–1916), baltischer evangelischer Missionar
- Hesse, Jörg, deutscher Photograph
- Hesse, Josef (1918–2010), deutscher Beamter in der Kommunalverwaltung, Kommunalpolitiker und Heimatforscher
- Hesse, Julian (* 1988), deutscher Jazzmusiker (Trompete, Komposition)
- Hesse, Julius, deutscher Orgelbauer
- Hesse, Julius (1875–1944), deutscher Kaufmann und Fußballfunktionär
- Hesse, Jürgen (* 1951), deutscher Buchautor und Bewerbungs- und Karrierecoach
- Hesse, Kai (* 1985), deutscher Fußballspieler und -trainer
- Hesse, Karl (1882–1967), deutscher Landesforstmeister
- Hesse, Karl (1936–2023), deutscher Ordensgeistlicher, römisch-katholischer Erzbischof von Rabaul
- Hesse, Karl Gustav (1795–1851), deutscher Mediziner und Schriftsteller
- Hesse, Karola (* 1935), deutsche Juristin
- Hesse, Kirstin (* 1980), deutsche Schauspielerin
- Hesse, Klaus (* 1954), deutscher Grafiker
- Hesse, Klaus-Peter (* 1967), deutscher Politiker (CDU), MdHB
- Hesse, Konrad (1919–2005), deutscher Rechtswissenschaftler, Richter des Bundesverfassungsgerichts (1975–1987)
- Hesse, Kurt (1894–1976), deutscher Offizier, Militärschriftsteller und Ökonom
- Hesse, Kurt (1927–2023), deutscher Parteifunktionär (SED), Bürgermeister von Wurzen (1974–1990)
- Hesse, Kurt (* 1944), deutscher Spielzeughersteller
- Hesse, Lena (* 1981), deutsche Illustratorin und Kinderbuchautorin
- Hesse, Linda (* 1987), deutsche SängerinLinda Hesse (* 1987)

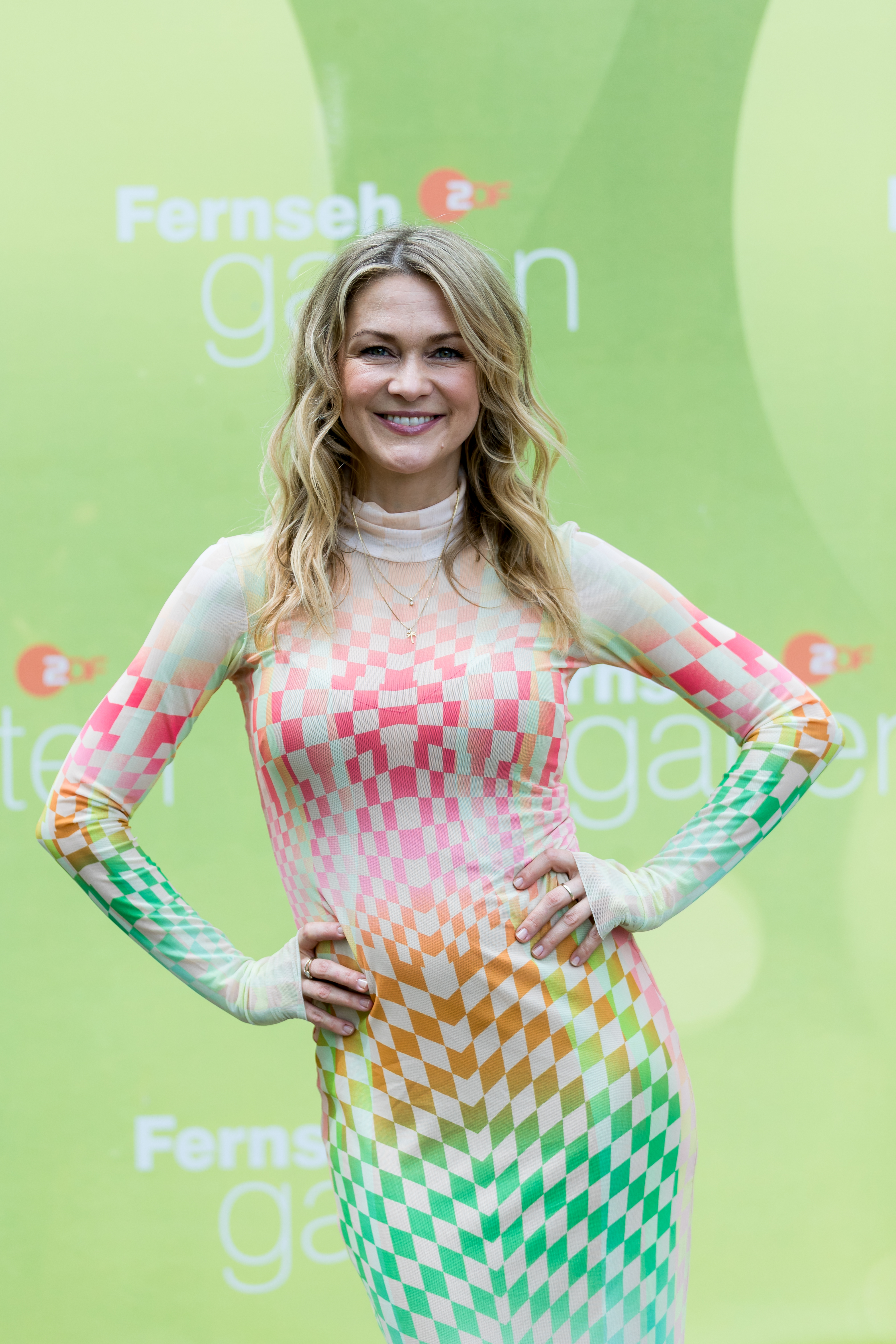
Linda Hesse (* 1987)

- Hesse, Lo (* 1889), deutsche Tänzerin
- Hesse, Ludwig Christian (1716–1772), deutscher Komponist und Gambist
- Hesse, Ludwig Ferdinand (1795–1876), deutscher Baumeister und Architekt
- Hesse, Ludwig Friedrich (1783–1867), deutscher Historiker
- Hesse, Lutz-Werner (* 1955), deutscher Komponist, Musikwissenschaftler und Hochschullehrer
- Hesse, Marcus (* 1984), deutscher Fußballtorwart
- Hesse, María (* 1982), spanische Illustratorin und Schriftstellerin
- Hesse, Marie (1842–1902), deutsche Lehrerin, evangelische Missionarin und Mutter von Hermann Hesse
- Hesse, Markus (* 1965), deutscher Basketballschiedsrichter
- Hesse, Marlies (1935–2024), deutsche Journalistin und Feministin
- Hesse, Martin (1911–1968), Schweizer Fotograf
- Heße, Martin (* 1933), deutscher Politiker (SED)
- Hesse, Martina (* 1977), deutsche Schauspielerin und Sprecherin
- Hesse, Mary (1924–2016), britische Wissenschaftstheoretikerin
- Hesse, Max (1870–1947), deutscher Diplomat
- Hesse, Max René (1877–1952), deutscher Arzt und Schriftsteller
- Hesse, Michael (1951–2024), deutscher Kunsthistoriker und Hochschullehrer
- Hesse, Natalija Wiktorowna (1914–1998), sowjetische bzw. russische Verlagslektorin, Journalistin, Literaturredakteurin und Übersetzerin
- Hesse, Nikolaus (1794–1868), Bürgermeister von Brilon
- Hesse, Ninon (1895–1966), deutsche Kunsthistorikerin; 3. Ehefrau Hermann Hesses
- Hesse, Oswald (1835–1917), deutscher Chemiker
- Hesse, Otmar (* 1940), deutscher Politiker (SPD)
- Hesse, Otto (1811–1874), deutscher MathematikerOtto Hesse (1811–1874)

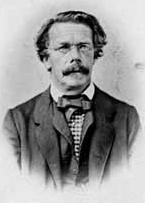
Otto Hesse (1811–1874)

- Hesse, Otto (1821–1904), preußischer Landrat
- Hesse, Otto Ernst (1891–1946), deutscher Dramatiker, Publizist, Komödienautor, Erzähler, Lyriker und Theaterkritiker
- Hesse, Paul (1893–1979), deutscher Agrarwissenschaftler sowie Hochschullehrer
- Hesse, Peter (1944–2004), deutscher Schachspieler und -komponist
- Hesse, Peter Julius (* 1937), deutscher Unternehmer, Politiker (CDU), Stifter, Buchautor und Honorarkonsul
- Hesse, Philipp von (1810–1868), königlich preußischer Generalleutnant und zuletzt Chef des Landesaufnahme
- Hesse, Rainer (* 1938), deutscher und niederländischer Dichter und Autor wissenschaftlicher Werke
- Hesse, Ralf (* 1972), deutscher Jazzmusiker (Trompete, Arrangement und Komposition)
- Hesse, Reinhard (* 1945), deutscher Philosoph
- Hesse, Reinhard (1956–2004), deutscher Journalist und Redenschreiber
- Hesse, Richard (* 1861), sächsischer Generalmajor
- Hesse, Richard (1868–1944), deutscher Zoologe
- Hesse, Robert Hellmuth (1816–1885), deutscher Arzt und Mitglied der Mecklenburgischen Abgeordnetenversammlung
- Hesse, Rudolf (1829–1886), deutscher Architekt und Baubeamter
- Hesse, Rudolf (1871–1944), deutscher Maler und Grafiker
- Hesse, Ruth (1936–2024), deutsche Opern- und Konzertsängerin der Stimmlagen Mezzosopran und Alt
- Hesse, Scott, US-amerikanischer Jazzmusiker
- Heße, Stefan (* 1966), deutscher Geistlicher, Erzbischof von HamburgStefan Heße (* 1966)

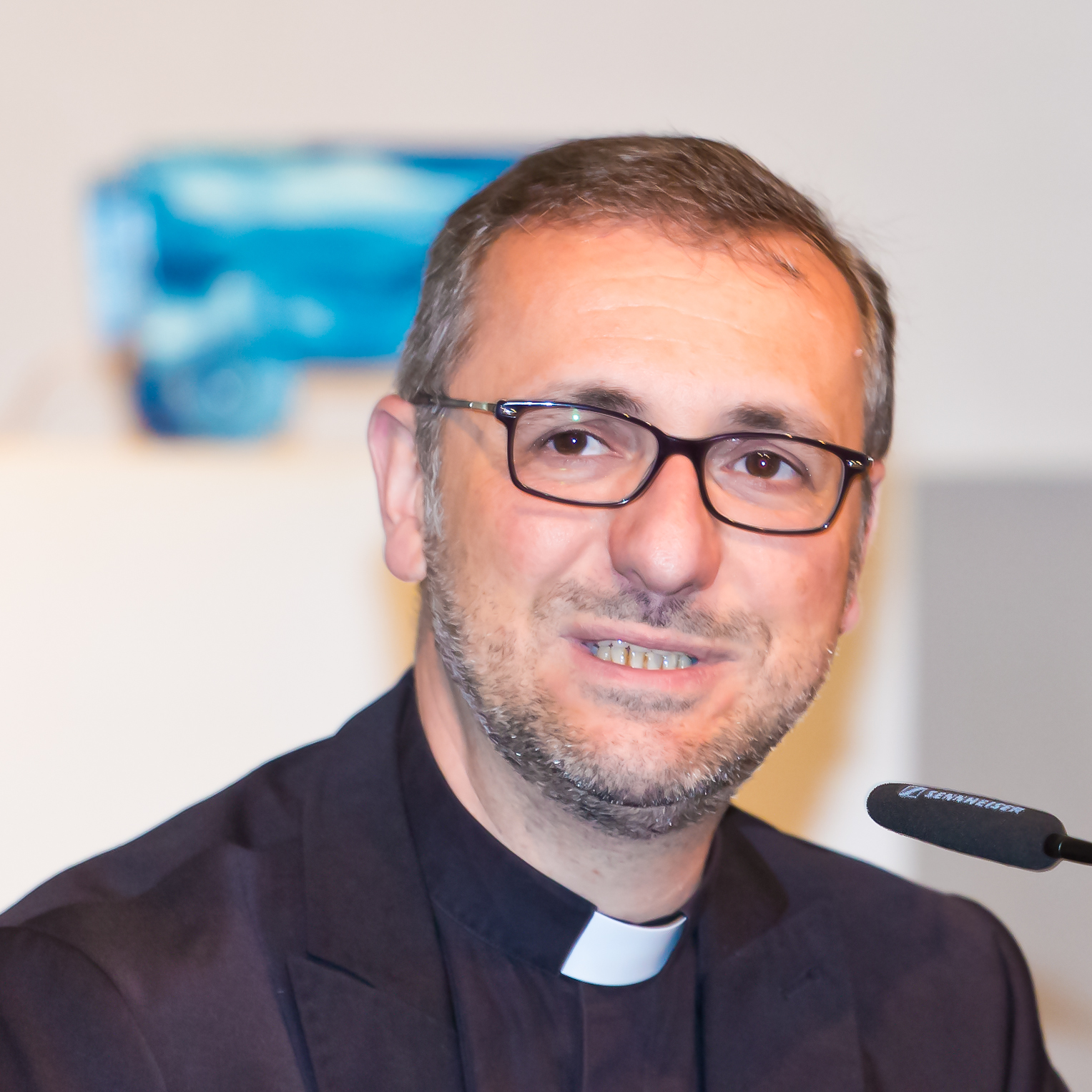
Stefan Heße (* 1966)

- Hesse, Stefan (* 1969), deutscher prähistorischer Archäologe
- Hesse, Thomas (* 1953), deutscher Autor
- Hesse, Udo (* 1955), deutscher Fotograf
- Hesse, Ulrich (* 1966), deutscher Sportjournalist und Autor
- Hesse, Uwe (* 1987), deutscher Fußballspieler
- Hesse, Volker (* 1944), deutscher Theaterregisseur
- Hesse, Vroni (* 1987), deutsche Fußballspielerin
- Hesse, Walter (1921–1997), Opernsänger (Tenor)
- Hesse, Walther (1846–1911), deutscher Mediziner und Mikrobiologe
- Hesse, Werner (1929–2014), deutscher Stadtdirektor
- Hesse, Werner (1934–2008), deutscher Fußballspieler
- Hesse, Wilhelm (1901–1968), deutscher Lehrer, Politiker (NSDAP), SS-Mitglied und Oberbürgermeister der Stadt Braunschweig
- Hesse, Willy (1942–2022), deutscher Unternehmer
- Hesse, Wolfgang (1913–1999), deutscher Kommunalpolitiker (CDU) und Oberstadtdirektor von Bonn
- Hesse, Wolfram (1932–2021), deutscher Bildhauer und Kunstmaler
- Hesse, Zacharias (1670–1730), Juraprofessor und Bürgermeister in Königsberg
- Hesse-Bernoulli, Mia (1868–1963), erste Berufsfotografin in der Schweiz und Ehefrau von Hermann Hesse
- Hesse-Bukowska, Barbara (1930–2013), polnische Pianistin und Klavierpädagogin
- Hesse-Frielinghaus, Herta (1910–1988), deutsche Kunsthistorikerin und Museumsleiterin
- Hesse-Honegger, Cornelia (* 1944), Schweizer Malerin
- Hesse-Peters, Inge (1921–1993), deutsche Schauspielerin
- Hesse-Rabinovitch, Isa (1917–2003), Schweizer Grafikerin, Fotografin und Filmemacherin
- Hesse-Wartegg, Ernst von (1851–1918), Reisender und Schriftsteller

##### Hessel
- Hessel, Alexander (* 1988), deutscher Fußballspieler
- Hessel, Alfred (1877–1939), deutscher Historiker und Bibliothekar
- Hessel, Christoph (* 1952), deutscher Grafiker
- Hessel, Claudia (* 1966), deutsche Journalistin und Fernsehmoderatorin
- Hessel, Franz (1880–1941), deutscher Schriftsteller, Übersetzer und LektorFranz Hessel (1880–1941)

Franz Hessel (1880–1941)

- Hessel, Gabriele (* 1959), deutsche Juristin und Richterin am Bundesgerichtshof
- Hessel, Georg (* 1980), deutscher Eishockeyspieler
- Hessel, Gunther (* 1966), österreichischer Militär
- Hessel, Helen (1886–1982), deutsche Modejournalistin
- Hessel, Hessekiel (1755–1824), deutscher Rabbiner
- Hessel, Horst Karl (1916–2006), sächsischer Komponist, Organist und Chorleiter
- Hessel, Isabel (* 1973), deutsche Übersetzerin
- Hessel, Johann Friedrich Christian (1796–1872), deutscher Kristallograph und Hochschullehrer
- Hessel, Jos (1859–1942), französischer Kunsthändler, Sammler und Kunstschriftsteller
- Hessel, Katja (* 1972), deutsche Politikerin (FDP)
- Hessel, Katy (* 1994), britische Kunsthistorikerin
- Hessel, Marc (* 1965), deutscher Autorennfahrer
- Hessel, Mats (* 1961), schwedischer Eishockeyspieler
- Hessel, Peter (1639–1677), deutscher Pastor und Schriftsteller
- Hessel, Stéphane (1917–2013), deutsch-französischer Diplomat, Lyriker, Essayist und politischer AktivistStéphane Hessel (1917–2013)

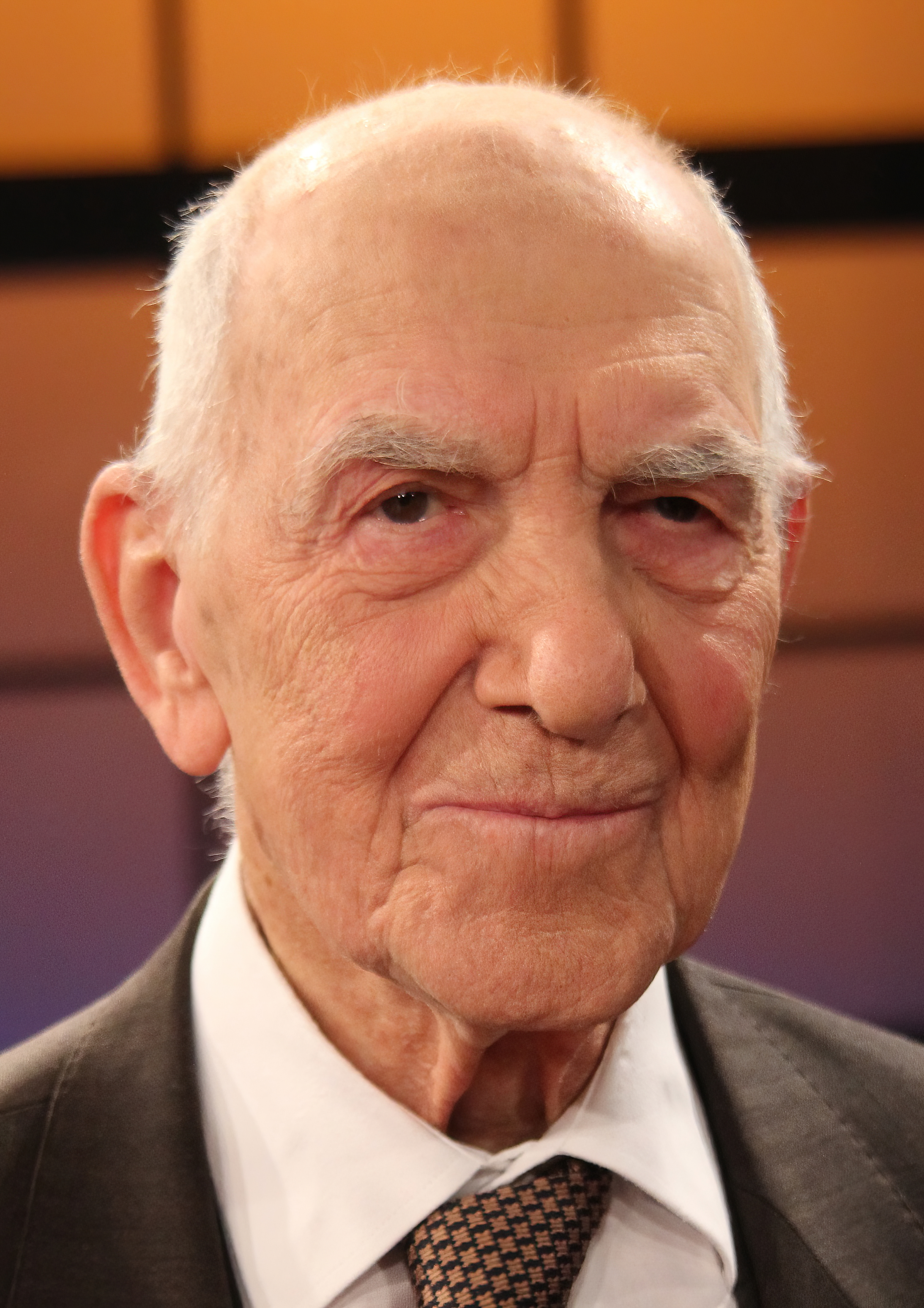
Stéphane Hessel (1917–2013)

- Hessel, Uwe (* 1961), deutscher Fußballspieler
- Hesselbach, Adam Kaspar (1788–1856), deutscher Anatom und Chirurg
- Hesselbach, Franz Kaspar (1759–1816), deutscher Anatom
- Hesselbach, Josef (1931–2025), deutscher Agrarökonom
- Hesselbach, Jürgen (* 1949), deutscher Ingenieur und Hochschullehrer
- Hesselbach, Paul (* 1951), deutscher Fußballtorhüter und Trainer
- Hesselbach, Walter (1915–1993), deutscher Bankmanager
- Hesselbacher, Karl (1871–1943), deutscher Geistlicher und Schriftsteller
- Hesselbarth, Annett (* 1966), deutsche Leichtathletin
- Hesselbarth, David (* 1988), deutscher Radrennfahrer
- Hesselbarth, Georg (1855–1934), sächsischer Generalleutnant
- Hesselbarth, Jean-Claude (1925–2015), Schweizer Maler, Zeichner und Kunstpädagoge
- Hesselbarth, Liane (* 1962), deutsche Politikerin (DVU), MdL
- Hesselbarth, Theo (1938–2006), deutscher Gebrauchsgrafiker
- Hesselberg, Erik (1914–1972), norwegischer Künstler
- Hesselberg, Heinrich (1792–1848), deutsch-baltischer evangelischer Geistlicher
- Hesselberg, Iver (1780–1844), norwegischer Pfarrer, Autor und Politiker, Mitglied des Storting
- Hesselberg, Theodor (1885–1966), norwegischer Meteorologe
- Hesselberger, Dieter (1939–2003), deutscher Rechtswissenschaftler und Richter am Bundesgerichtshof
- Hesselberger, Franz (1876–1935), deutsch-jüdischer Industrieller, Kommerzienrat und Mäzen
- Hesselbjerg, Ole (* 1990), dänischer Leichtathlet
- Hesselblad, Elisabeth (1870–1957), schwedische Nonne, römisch-katholische Selige
- Hesseldal, Casper (* 1985), dänischer Basketballspieler
- Hesseldieck, Friedrich (1893–1991), deutscher Politiker der NSDAP und Oberbürgermeister von Bochum
- Hesselgrave, David J. (1924–2018), US-amerikanischer evangelikaler Theologe, Missionar und Missionswissenschaftler
- Hesselgren, Eric (1715–1803), schwedischer Theologe und Bischof
- Hesselgren, Kerstin (1872–1962), schwedische Politikerin und Frauenrechtlerin
- Hesselholdt, Christina (* 1962), dänische Schriftstellerin
- Hesselholdt, Lars (* 1959), dänischer Filmregisseur
- Hesselholt, Lars (* 1966), dänischer Mathematiker
- Hesseling, Dirk Christiaan (1859–1941), niederländischer Altphilologe, Neogräzist, Byzantinist und Sprachwissenschaftler
- Hesseling, Iris (* 1987), niederländische Schauspielerin
- Hesselink, Willem (1878–1973), niederländischer Fußballspieler, -trainer und funktionär
- Hesselius, Brita Sofia (1801–1866), schwedische Fotografin und Schulleiterin
- Hesselius, Gustavus (1682–1755), schwedisch-US-amerikanischer Maler und Orgelbauer
- Hesselius, John († 1778), amerikanischer Porträtmaler
- Hesselman, Jonas (1877–1957), schwedischer Ingenieur
- Hesselmann, Carl (1830–1902), deutscher Lehrer und Pflanzenzüchter
- Heßelmann, Elke (* 1958), deutsche Juristin, Präsidentin des Verwaltungsgerichts Weimar und Richterin am Thüringer Verfassungsgerichtshof
- Heßelmann, Günter (1925–2010), deutscher Hindernisläufer
- Hessels, Jean (1522–1566), katholischer Theologe und Hochschullehrer

##### Hessem
- Hesseman, Howard (1940–2022), US-amerikanischer SchauspielerHoward Hesseman (1940–2022)

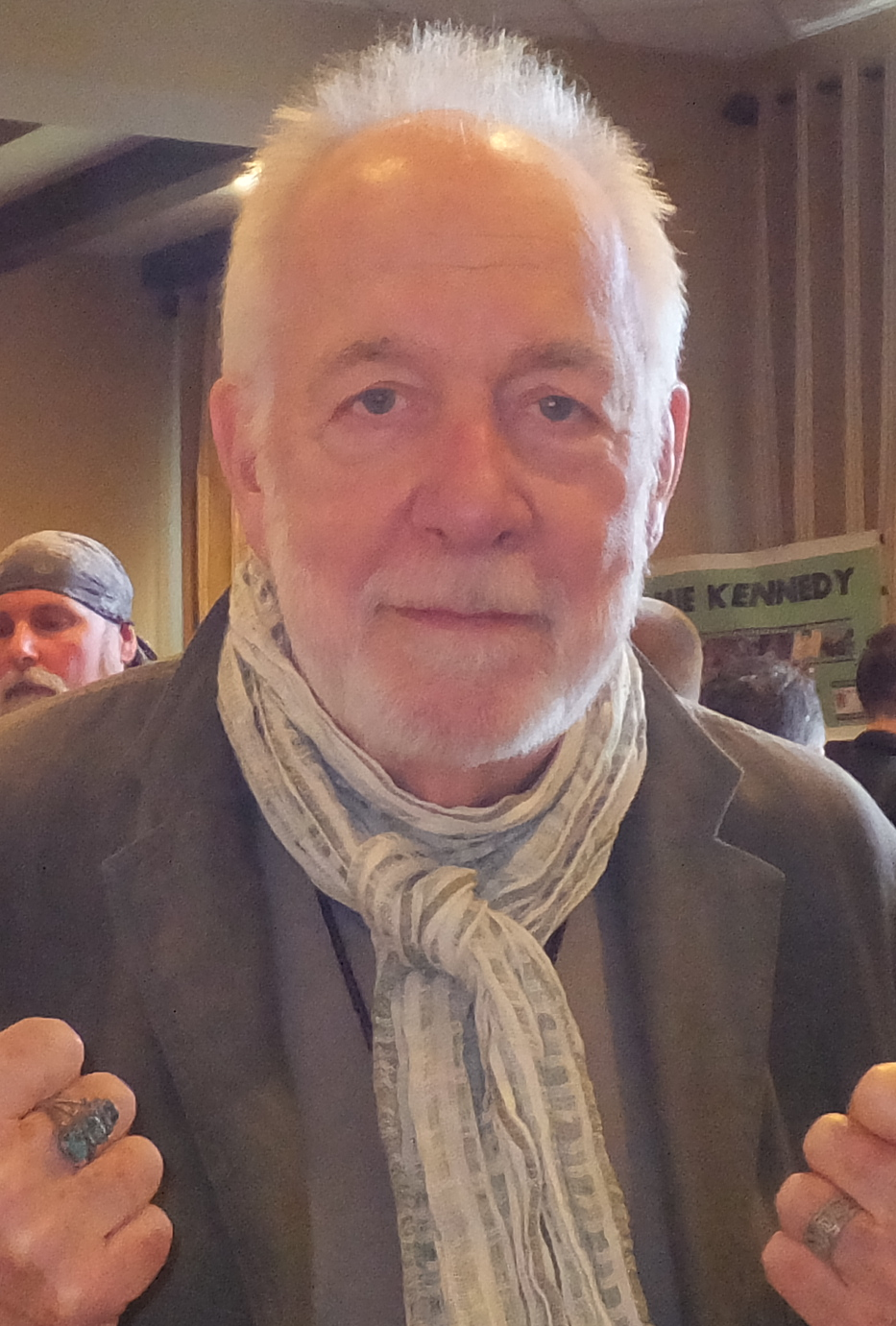
Howard Hesseman (1940–2022)

- Hessemann, Jakob (1844–1925), Landtagsabgeordneter
- Hessemer, Friedrich Maximilian (1800–1860), deutscher Architekt und Schriftsteller
- Hessemer, Fritz (1868–1929), deutscher Architekt
- Hessemer, Paul (1853–1944), deutscher Ingenieur

##### Hessen
- Hessen und bei Rhein, Ludwig von (1908–1968), deutscher Adeliger, Oberhaupt des Hauses Hessen-Darmstadt
- Hessen und bei Rhein, Margaret von (1913–1997), deutsche Funktionärin des Deutschen Roten Kreuzes
- Hessen, Alexander Friedrich von (1863–1945), deutscher Adliger und Komponist
- Hessen, Boris Michailowitsch (1893–1936), russischer Physiker, Philosoph und Wissenschaftshistoriker
- Hessen, Christoph von (1901–1943), deutscher Nationalsozialist, Leiter des Forschungsamtes der Luftwaffe
- Hessen, Dag Olav (* 1956), norwegischer Biologe und Hochschullehrer
- Hessen, Elisabeth von (1503–1563), Herzogin von Zweibrücken, Pfalzgräfin von Simmern
- Hessen, Friedrich Karl von (1868–1940), Prinz und Landgraf zu Hessen sowie zwei Monate lang König von Finnland
- Hessen, Friedrich Wilhelm von (1790–1876), niederländisch-preußisch-hessen-kasslerischer General
- Hessen, Friedrich Wilhelm von (1820–1884), Landgraf von Hessen-Rumpenheim, (Titular-)Landgraf von Hessen-Kassel sowie kurhessischer und preußischer General
- Hessen, Friedrich Wilhelm von (1854–1888), Titular-Landgraf der ehemaligen Landgrafschaft Hessen-Kassel
- Hessen, Friedrich Wilhelm von (1893–1916), Sohn von Prinz Friedrich Karl von Hessen-Rumpenheim
- Hessen, Heinrich Donatus von (* 1966), deutscher Betriebswirt, Chef des Hauses HessenHeinrich Donatus von Hessen (* 1966)

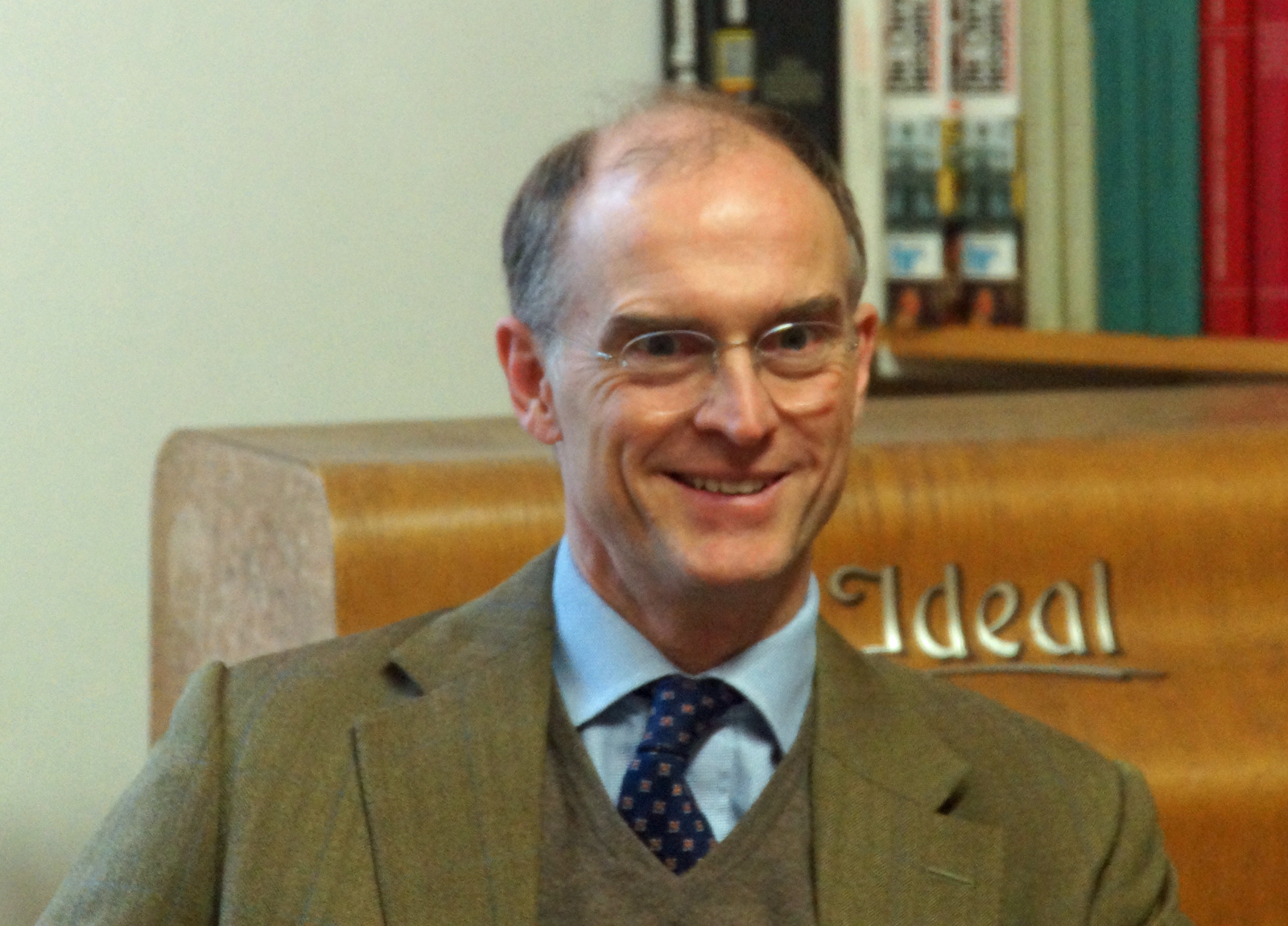
Heinrich Donatus von Hessen (* 1966)

- Hessen, Heinrich Ludwig von (1736–1809), preußischer Generalmajor
- Hessen, Johannes (1889–1971), deutscher Philosoph und römisch-katholischer Theologe
- Hessen, Katharina von († 1525), durch Heirat Gräfin von Beichlingen
- Hessen, Mafalda Prinzessin von (* 1965), deutsche Modedesignerin
- Hessen, Marie von (1814–1895), deutsche Aristokratin
- Hessen, Maximilian von (1894–1914), Sohn von Prinz Friedrich Karl von Hessen-Rumpenheim
- Hessen, Mechthild von († 1558), durch Heirat Gräfin von Tecklenburg
- Hessen, Moritz von (1926–2013), deutscher Unternehmer, Chef des Hauses Hessen
- Hessen, Otto von (1937–1998), deutscher Frühgeschichtler und Mittelalterarchäologe
- Hessen, Philipp von (1896–1980), deutscher Adliger und Politiker (NSDAP), Sohn von Prinz Friedrich Karl von Hessen-Rumpenheim
- Hessen, Rainer Christoph Friedrich von (* 1939), deutscher Historiker und Regisseur
- Hessen, Richard von (1901–1969), deutscher NSKK-Obergruppenführer und Präsident der Deutschen Verkehrswacht
- Hessen, Wolfgang von (1896–1989), deutscher Adeliger, Sohn des Königs Friedrich Karl von Hessen
- Hessen-Darmstadt, Anna von (1843–1865), Großherzogin von Mecklenburg-Schwerin
- Hessen-Darmstadt, Elisabeth Magdalena von (1600–1624), landgräfliche Prinzessin, durch Heirat Herzogin von Württemberg
- Hessen-Darmstadt, Elisabeth von (1579–1655), durch Heirat Gräfin von Nassau-Weilburg
- Hessen-Darmstadt, Elisabeth von (1864–1918), Ehefrau von Großfürst Sergius AlexandrowitschElisabeth von Hessen-Darmstadt (1864–1918)

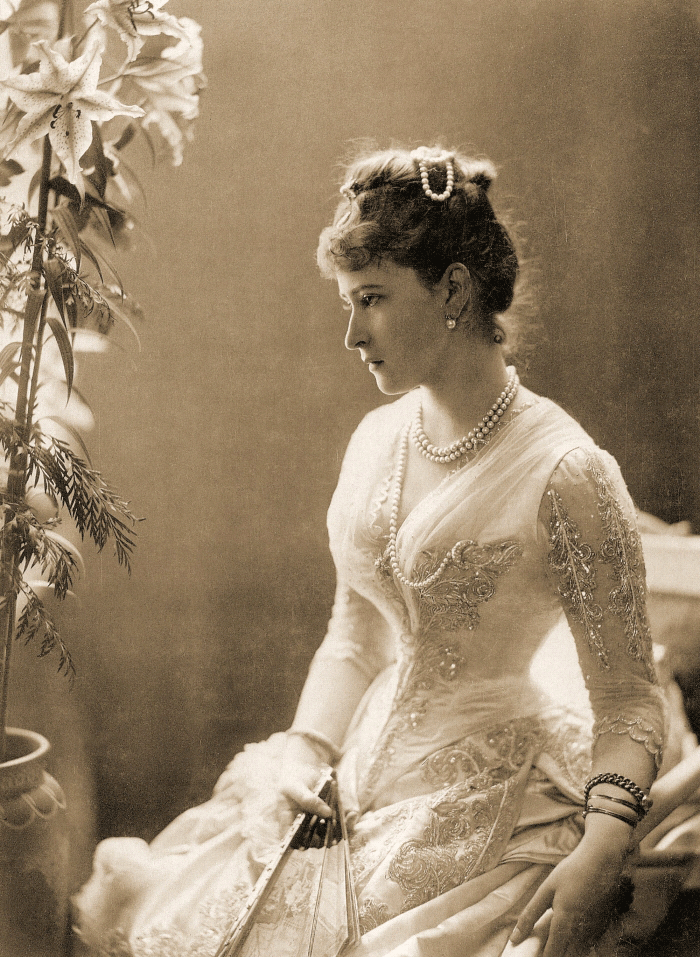
Elisabeth von Hessen-Darmstadt (1864–1918)

- Hessen-Darmstadt, Emil von (1790–1856), Prinz von Hessen-Darmstadt
- Hessen-Darmstadt, Friedrich Georg August von (1759–1808), Prinz von Hessen-Darmstadt, Oberst und Schriftsteller
- Hessen-Darmstadt, Friedrich von (1616–1682), Kardinal der römisch-katholischen Kirche und Fürstbischof von Breslau
- Hessen-Darmstadt, Georg Donatus von (1906–1937), deutscher Adeliger, Oberhaupt des Hauses Hessen-Darmstadt
- Hessen-Darmstadt, Georg von (1780–1856), Prinz von Hessen und General
- Hessen-Darmstadt, Heinrich von (1838–1900), preußischer General der Kavallerie
- Hessen-Darmstadt, Irene von (1866–1953), Gemahlin Heinrichs von Preußen und Schwester der letzten russischen Zarin Alexandra Fjodrowna
- Hessen-Darmstadt, Joseph Ignaz Philipp von (1699–1768), Fürstbischof von Augsburg
- Hessen-Darmstadt, Karl von (1809–1877), Prinz von Hessen-Darmstadt
- Hessen-Darmstadt, Karoline von (1746–1821), Landgräfin von Hessen-Homburg
- Hessen-Darmstadt, Ludwig Georg Karl von (1749–1823), deutscher Generalfeldmarschall
- Hessen-Darmstadt, Luise von (1757–1830), hessische Prinzessin, Großherzogin von Sachsen-Weimar-Eisenach
- Hessen-Darmstadt, Marie von (1824–1880), Kaiserin von Russland
- Hessen-Darmstadt, Sophie Agnes von (1604–1664), geborene Landgräfin von Hessen-Darmstadt und verheiratet Pfalzgräfin und Herzogin von Pfalz-Hilpoltstein
- Hessen-Darmstadt, Viktoria von (1863–1950), Prinzessin von Hessen-DarmstadtViktoria von Hessen-Darmstadt (1863–1950)

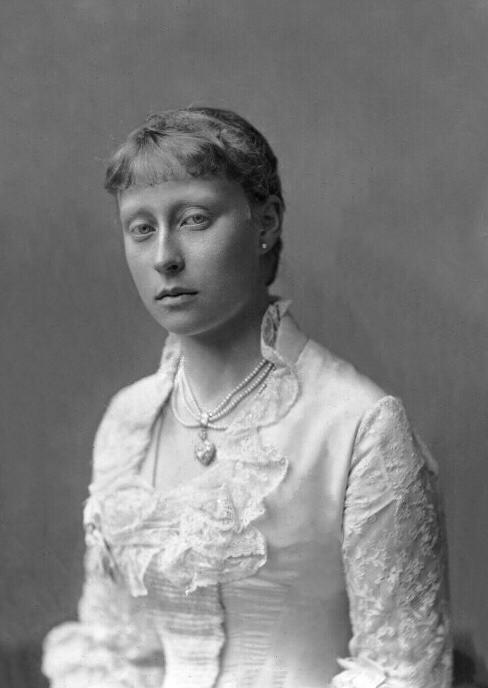
Viktoria von Hessen-Darmstadt (1863–1950)

- Hessen-Darmstadt, Wilhelm von (1845–1900), preußischer General der Infanterie
- Hessen-Homburg, Anna Margarete von (1629–1686), Herzogin von Schleswig-Holstein-Sonderburg-Wiesenburg
- Hessen-Homburg, Caroline von (1819–1872), Regentin des Fürstentums Reuß-Greiz
- Hessen-Homburg, Franziska von (1681–1707), Fürstin von Nassau-Siegen
- Hessen-Homburg, Ludwig Gruno von (1705–1745), russischer Generalfeldmarschall
- Hessen-Homburg, Philipp von (1676–1703), Hessen-Kasseler Kavalleriegeneral
- Hessen-Kassel, Heinrich von (1927–1999), deutscher Maler und Bühnenbildner
- Hessen-Kassel, Karl von (1744–1836), hessischer Adliger, Statthalter von Schleswig-HolsteinKarl von Hessen-Kassel (1744–1836)

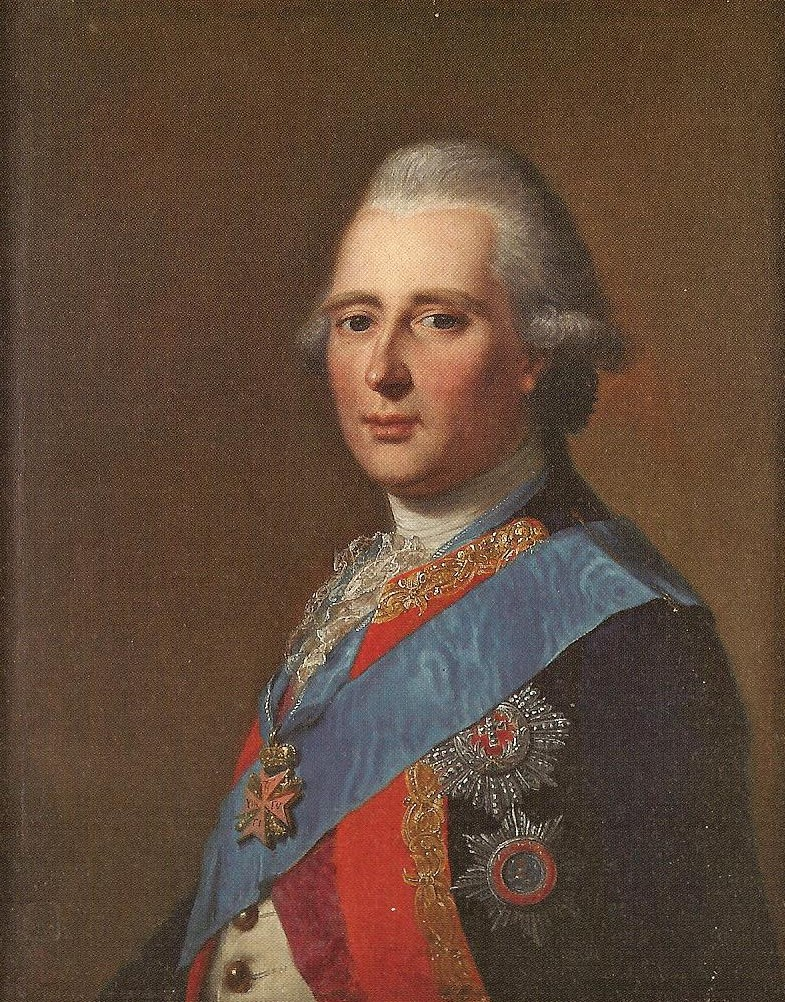
Karl von Hessen-Kassel (1744–1836)

- Hessen-Kassel, Marie von (1796–1880), Großherzogin von Mecklenburg-Strelitz
- Hessen-Kassel, Maximilian von (1689–1753), deutscher Feldmarschall
- Hessen-Philippsthal, Charlotte Amalie von (1730–1801), Herzogin von Sachsen-Meiningen
- Hessen-Philippsthal-Barchfeld, Charlotte von (1725–1798), Gräfin von Ysenburg-Büdingen-Wächtersbach
- Hessen-Philippsthal-Barchfeld, Friedrich von (1727–1777), Landgraf von Hessen-Philippsthal-Barchfeld aus dem Haus Hessen
- Hessen-Philippsthal-Barchfeld, Wilhelm von (1831–1890), deutscher Marineoffizier, Konteradmiral der preußischen und der Kaiserlichen Marine
- Hessen-Philippsthal-Barchfeld, Wilhelm von (1905–1942), deutscher SS-Offizier und Adliger
- Hessen-Rotenburg, Eleonora Philippina von (1712–1759), durch Heirat Pfalzgräfin
- Hessen-Rotenburg, Ernestina von (1681–1732), durch Heirat Gräfin von Cerda de Villa Longa
- Hessen-Rotenburg, Johannetta von (1680–1766), Pröpstin in den Stiften Rellinghausen und Essen
- Hessen-Rotenburg, Joseph von (1705–1744), Erbprinz und Thronfolger in der Landgrafschaft Hessen-Rotenburg
- Hessen-Rotenburg, Marie Eleonore von (1675–1720), durch Heirat Pfalzgräfin und Herzogin von Pfalz-Sulzbach
- Hessenauer, Else (1923–2018), deutsche Skilangläuferin
- Hessenauer, Siegfried (1912–1994), deutscher Fußballspieler
- Hessenberg, Friedrich (1810–1874), Mineraloge und Politiker Freie Stadt Frankfurt
- Hessenberg, Georg Wilhelm (1808–1860), deutscher Jurist und Politiker der Freien Stadt Frankfurt
- Hessenberg, Gerhard (1874–1925), deutscher Mathematiker
- Hessenberg, Karl (1904–1959), deutscher Elektrotechnik-Ingenieur und Mathematiker
- Hessenberg, Kurt (1908–1994), deutscher Komponist und Musikpädagoge
- Hessenberg, Monika (* 1943), deutsche Schauspielerin und Hörspielsprecherin
- Hessenberger, Edith (* 1980), österreichische Kulturwissenschaftlerin und Europäische Ethnologin
- Hessenbruch, Ekkehard (* 1957), deutscher Cellist, Kammermusiker und Pädagoge
- Heßenkemper, Heiko (* 1956), deutscher Physiker und Politiker (AfD), MdB
- Hessenland, Dagmar (* 1941), deutsche Schauspielerin
- Hessenland, Franz (1798–1866), deutscher Druckereibesitzer, Verleger und Politiker
- Hessenland, Werner (1909–1979), deutscher Schauspieler
- Hessens, Robert (1915–2002), französischer Filmregisseur
- Hessenstein, Friedrich Wilhelm von (1735–1808), schwedischer Politiker und Militär, Generalgouverneur von Schwedisch-Pommern
- Hessenthaler, Julian (* 1980), österreichischer DetektivJulian Hessenthaler (* 1980)

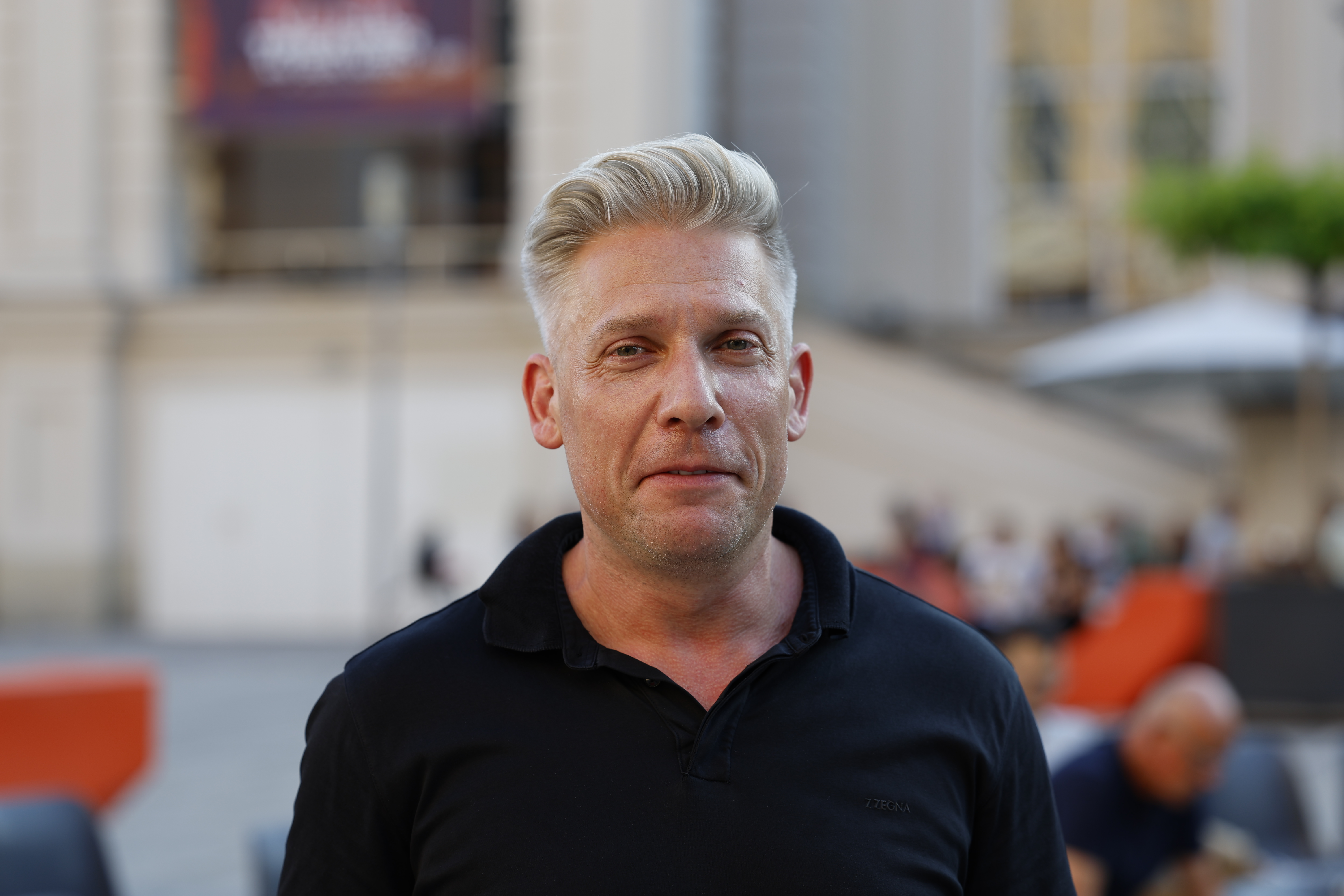
Julian Hessenthaler (* 1980)

- Hessenzweig, Ernst Ludwig von (1761–1774), deutscher unehelicher Sohn von Ludwig IX. von Hessen-Darmstadt

##### Hesser
- Hesser, David (1884–1908), US-amerikanischer Schwimmer und Wasserballspieler
- Hesser, Joseph (1867–1920), katholischer Ordensmann, Chinamissionar
- Hessert, Gerhard von (1906–1994), deutscher Athlet bei den Olympischen Winterspielen 1932
- Hessert, Heinrich von (1833–1907), deutscher Richter

##### Hessey
- Hessey, Russell († 2018), Spezialeffektkünstler und Spezialeffektkoordinator

#### Hessh
- Hesshaimer, Ludwig (1872–1956), österreichischer Zeichner und Illustrator
- Hessheimer, Eduard (1921–1992), deutscher Zeichner, Karikaturist und Trickfilmgestalter
- Hesshus, Tilemann (1527–1588), lutherischer Theologe

#### Hessi
- Hessi († 804), altsächsischer, ostfälischer Stammesführer, der sich im Jahr 775 Karl dem Großen in den Sachsenkriegen unterwarf
- Hessing, Erich (1906–1996), deutscher evangelischer Geistlicher und Buchautor
- Hessing, Friedrich (1838–1918), Pionier auf dem Gebiet der OrthopädietechnikFriedrich Hessing (1838–1918)

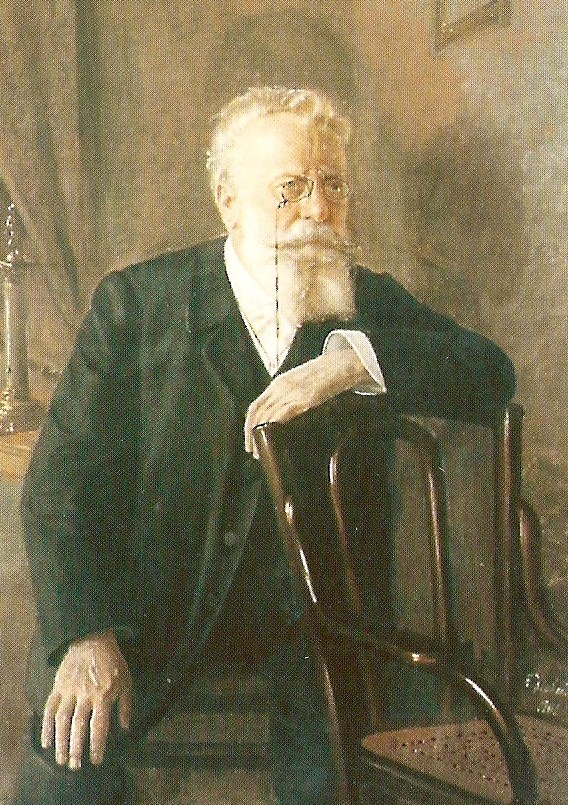
Friedrich Hessing (1838–1918)

- Hessing, Gustav (1909–1981), österreichischer Maler und Hochschullehrer
- Hessing, Jakob (* 1944), israelischer Germanist und Schriftsteller
- Hession, James (1912–1999), irischer Politiker
- Hession, Paul (* 1956), britischer Jazz- und Improvisationsmusiker
- Hession, Paul (* 1983), irischer Sprinter
- Hession, Rónán (* 1975), irischer Blues-Gitarrist, Schriftsteller und Literaturkritiker

#### Hessl
- Heßl, Hermann (1938–2021), österreichischer Politiker (SPÖ), Abgeordneter zum Nationalrat
- Hesslefors, Calle (1946–2009), schwedischer Fotograf
- Hesslein, Bernd C. (1921–2012), deutscher Journalist, Publizist und Friedensforscher
- Hesslein, Horst (1925–1996), deutscher Schauspieler
- Heßlein, Paul (1886–1953), deutscher Politiker (Zentrum) und Journalist
- Hesslén, Nils (1728–1811), schwedischer Theologe, Universitätsprofessor und lutherischer Bischof
- Heßler, Alexander (1833–1900), deutscher Theaterschauspieler und -direktor
- Heßler, Barbara († 1747), böhmische Montanunternehmerin und Benefiziatsstifterin
- Hessler, Benjamin (* 1978), deutscher Drehbuchautor
- Heßler, Claus (* 1969), deutscher Schlagzeuger, Autor und Schlagzeuglehrer
- Hessler, Doris-Katharina (1949–2004), deutsche Köchin
- Heßler, Eugen (1882–1964), deutscher Mediziner
- Hessler, Eva (1914–2003), deutsche Religionspädagogin und Autorin
- Hessler, Evloghios (1935–2019), deutscher Geistlicher und leitender Metropolit der autokephalen orthodoxen Metropolie von Aquileia und Westeuropa
- Hessler, Ferdinand (1803–1865), österreichischer Physiker und Hochschullehrer
- Hessler, Franz (1798–1890), deutscher Arzt und Indologe
- Heßler, Friedrich Moritz von († 1803), königlich-polnischer und kurfürstlich-sächsischer Hofrat
- Hessler, Georg (1427–1482), Bischof von Passau
- Heßler, George Christoph von († 1774), kursächsischer Oberst der Infanterie, Regimentskommandeur, Ritter des Ordens Pour le Mérite sowie Rittergutsbesitzer
- Heßler, Gerd (* 1948), deutscher Skilangläufer
- Hessler, Gordon (1930–2014), britischer Regisseur, Drehbuchautor und Filmproduzent
- Hessler, Günter (1909–1968), deutscher Offizier, zuletzt Fregattenkapitän
- Heßler, Hans Friedrich von (1610–1667), deutscher Obrist und Besitzer der Rittergüter Burgheßler und Balgstädt
- Heßler, Hans Heinrich von (1648–1717), königlich-polnischer und kurfürstlich-sächsischer Generalmajor und Steuerdirektor, Besitzer der Rittergüter Klosterhäseler und Gößnitz
- Heßler, Hans-Joachim (* 1958), deutscher JuristHans-Joachim Heßler (* 1958)

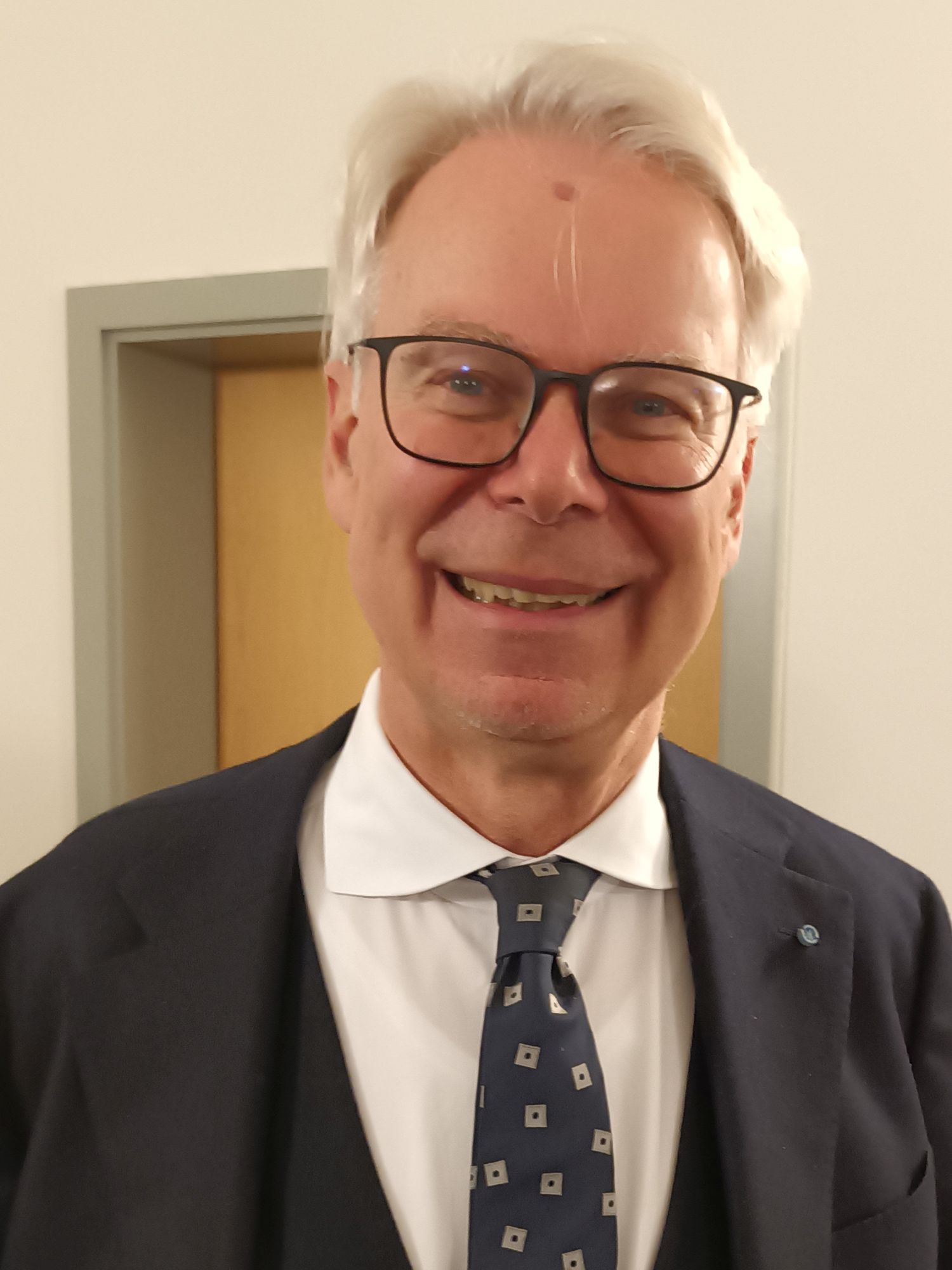
Hans-Joachim Heßler (* 1958)

- Heßler, Hans-Joachim (* 1968), deutscher Komponist, Musiker und Musikwissenschaftler
- Heßler, Hans-Wolfgang (1928–2016), deutscher Journalist und Publizist
- Heßler, Johann Franz von († 1770), böhmischer Stadtschreiber, Grenzzolleinnehmer, Bergwerkseigentümer, Gutsbesitzer sowie kaiserlicher Rat
- Heßler, Johann Moritz von (1677–1741), königlich-polnischer und kurfürstlich-sächsischer Geheimer Rat und Erbmarschallamtsverweser
- Heßler, Martina (* 1968), deutsche Historikerin
- Heßler, Melchior († 1690), deutscher Ingenieur und Baumeister
- Heßler, Moritz Christoph von (1643–1702), deutscher Obersteuereinnehmer und Rittergutsbesitzer
- Hessler, Otto (* 1891), deutscher Parteifunktionär (SPD/SED) und Thüringer Landtagsdirektor
- Heßler, Rudolph Adam von (* 1756), Amtshauptmann des Erzgebirgischen Kreises im Kurfürstentum Sachsen und adliger Kreissteuereinnehmer
- Hessler, Thomas (* 1968), österreichischer Benediktiner, Prior des Europaklosters
- Hessler, Ulrike (1955–2012), deutsche Autorin, Journalistin und Intendantin der Semperoper in Dresden
- Hessler, Vanessa (* 1988), italienisches Fotomodell und SchauspielerinVanessa Hessler (* 1988)

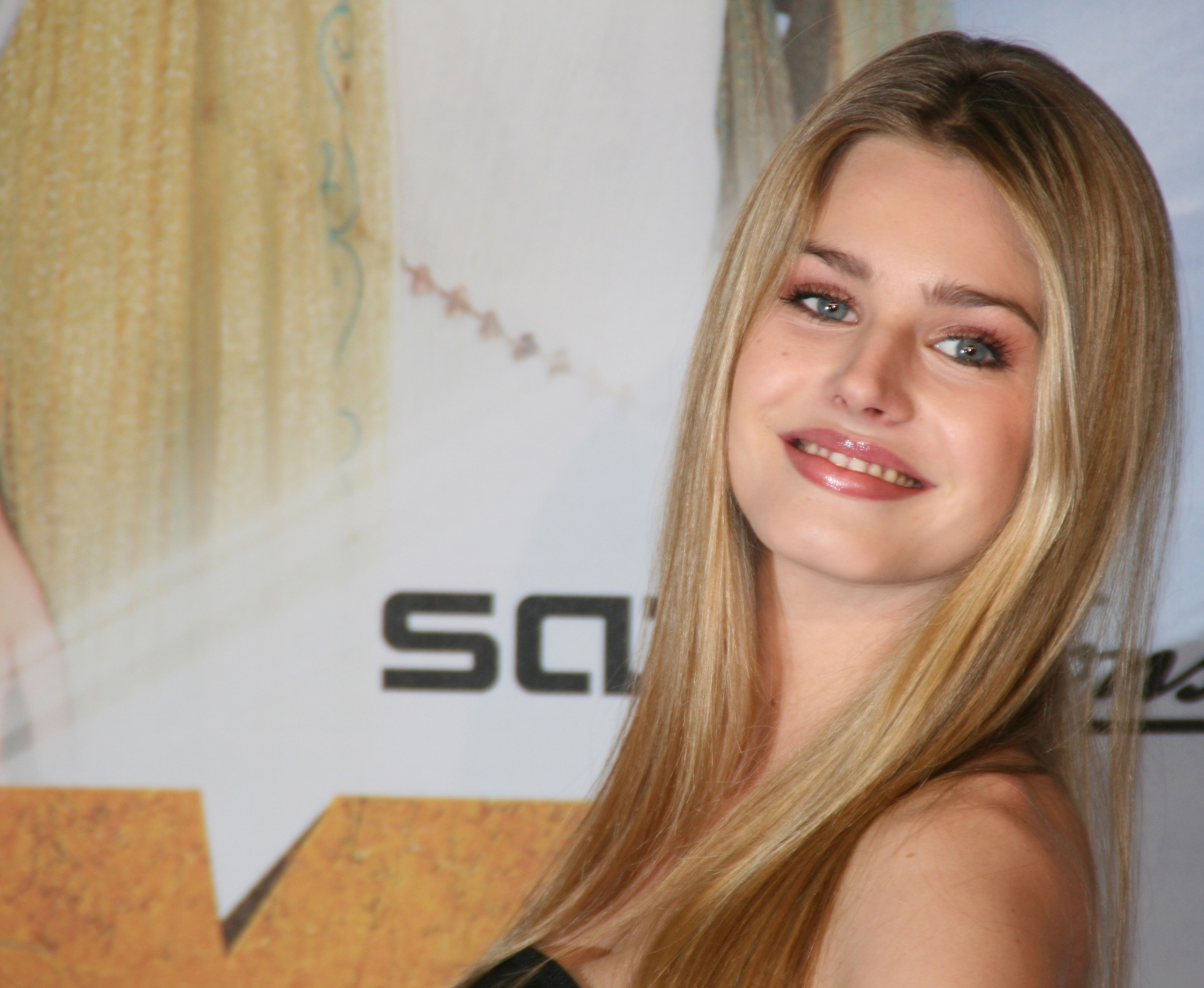
Vanessa Hessler (* 1988)

- Hessler, Vincent (* 1998), deutscher Eishockeyspieler
- Hessler, Wolfgang (1907–1991), deutscher Schauspieler, Regisseur und Hörspielsprecher
- Heßlich, Lutz (* 1959), deutscher Bahnradsportler
- Heßlich, Nico (* 1990), deutscher Radrennfahrer
- Heßlich, Walter (1891–1951), deutscher Radrennfahrer
- Heßlich, Willi (1882–1940), deutscher Radrennfahrer und Schrittmacher
- Hessling, Catherine (1900–1979), französische Schauspielerin
- Hessling, Hans (1903–1995), deutscher Schauspieler und Synchronsprecher
- Heßling, Norbert (* 1952), deutscher Fußballspieler
- Hesslingh, Hermann (1750–1833), Direktor der königlichen Justizkanzlei in Aurich

#### Hessm
- Hessmann, Gabriele, deutsche Schauspielerin, Synchronsprecherin und Regisseurin
- Heßmann, Michel (* 2001), deutscher RadrennfahrerMichel Heßmann (* 2001)

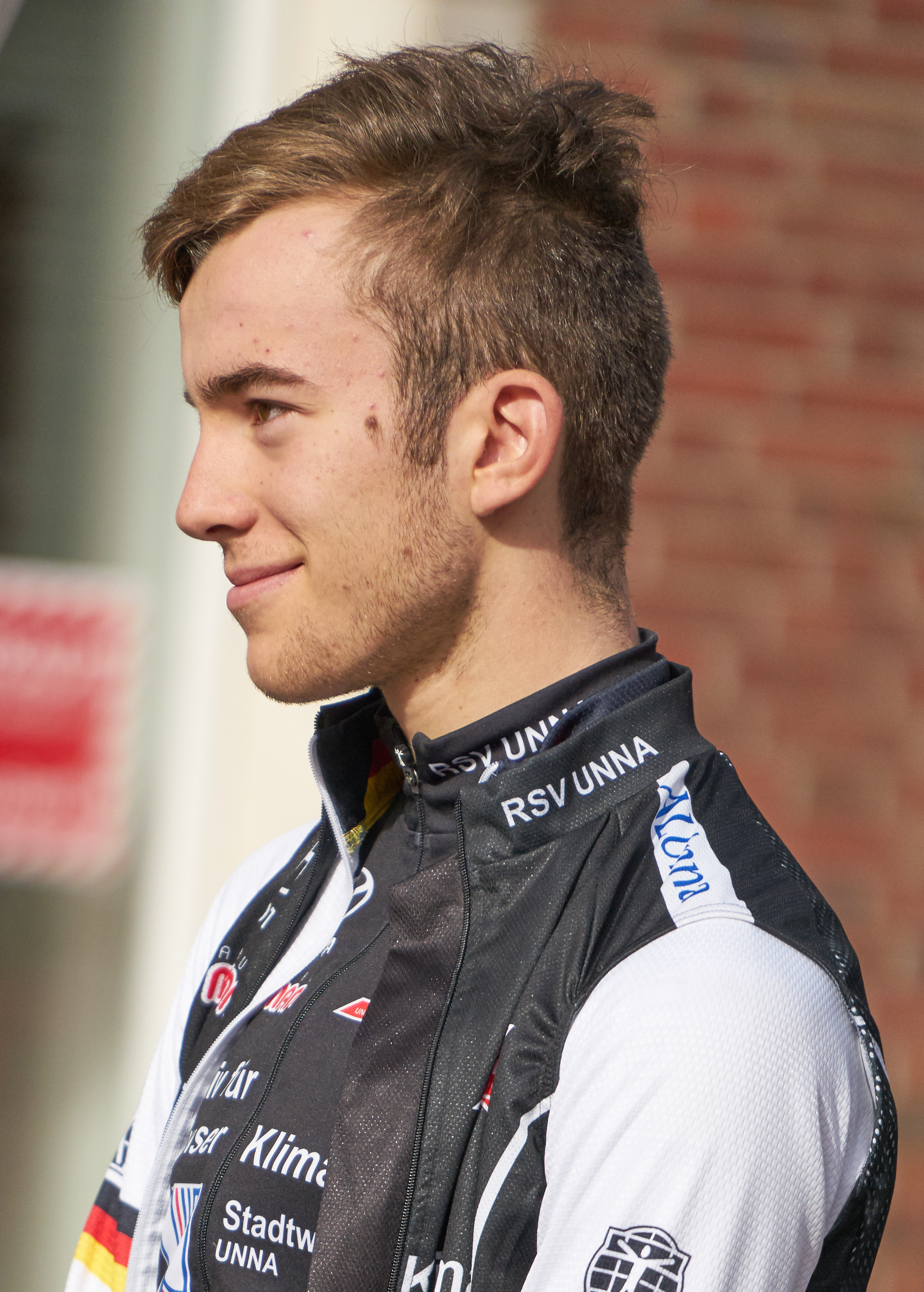
Michel Heßmann (* 2001)

- Hessmert, Carl (1869–1928), deutscher Maler

#### Hessn
- Hessner, Isle (* 1962), grönländische Künstlerin

#### Hesso
- Hesso († 1410), Markgraf von Baden-Hachberg (1386–1410)
- Hesso I. von Backnang, Herr von Backnang
- Hesso II. von Backnang, Herr von Backnang
- Hesso III. von Backnang, hessonischer Adeliger
- Hesso von Reinach (* 1234), Aargauer Adeliger und Minnesänger
- Hesso von Üsenberg († 1177), Abt von Tennenbach

#### Hessu
- Hessus, Helius Eobanus (1488–1540), deutscher evangelischer Humanist und neulateinischer Dichter

### Hest
- Hest, Jan van (* 1968), niederländischer Chemiker
- Hestad, Ragni (* 1968), norwegische Beachvolleyballspielerin
- Hesteau de Nuysement, Clovis, französischer Dichter und Alchemist
- Hestenes, David (* 1933), US-amerikanischer Physiker
- Hestenes, Magnus (1906–1991), US-amerikanischer Mathematiker
- Hester, Carl (* 1967), britischer Dressurreiter
- Hester, Devin (* 1982), US-amerikanischer American-Football-Spieler
- Hester, George (1902–1951), kanadischer Sprinter
- Hester, Joy (1920–1960), australische Künstlerin
- Hester, Laurel (1956–2006), US-amerikanische Homosexuellen-Aktivistin
- Hester, Leigh Ann (* 1982), US-amerikanische Soldatin
- Hester, Marc (* 1985), dänischer Bahn- und Straßenradrennfahrer
- Hester, Marcus (* 1974), US-amerikanischer Schauspieler
- Hester, Michael (* 1972), neuseeländischer Fußballschiedsrichter
- Hester, Paul (1959–2005), australischer MusikerPaul Hester (1959–2005)

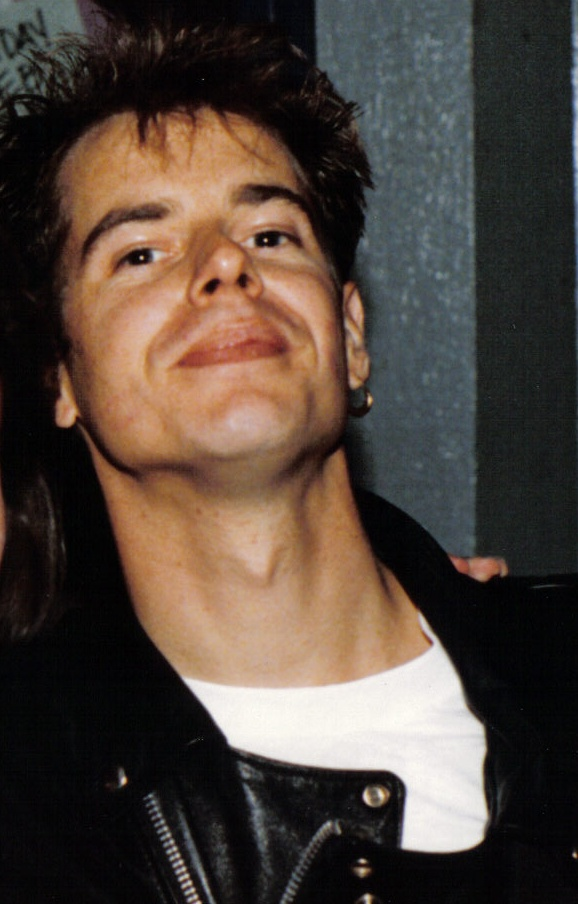
Paul Hester (1959–2005)

- Hester, Paul V. (* 1947), US-amerikanischer Offizier, General der US Air Force
- Hester, Rita (1964–1998), US-amerikanische Transsexuelle
- Hester, Treyvon (* 1992), US-amerikanischer American-Football-Spieler
- Hester, William Ewing (1912–1993), US-amerikanischer Tennisfunktionär, Präsident der USTA
- Hesterberg, Knut (1941–2016), deutscher Bildhauer und Möbeldesigner
- Hesterberg, Rolf (1927–2013), Schweizer Architekt
- Hesterberg, Trude (1892–1967), deutsche Bühnen- und Filmschauspielerin, KabarettistinTrude Hesterberg (1892–1967)

Trude Hesterberg (1892–1967)

- Hestermann, Ferdinand (1878–1959), deutscher Ethnologe und Hochschullehrer
- Hestermann, Gustav (1894–1935), deutscher Jurist und Politiker (Wirtschaftspartei), MdL
- Hestermann, Heinrich (1869–1952), deutscher Landwirt und Politiker, MdR
- Hestermann, Karl Ludwig (1804–1876), Kaufmann und Politiker in Mainz
- Hesters, Hélène (* 2005), belgische Bahn- und Straßenradfahrerin
- Hesters, Jules (* 1998), belgischer Radsportler
- Hesthaven, Jan (* 1965), dänischer Mathematiker
- Hestiaia, griechische Autorin
- Hestius, Zacharias (1590–1669), deutscher Kantor und Pfarrer
- Hestnæs, Simen (* 1974), norwegischer Bassist und Backgroundsänger der Band Dimmu Borgir
- Hestnes, Pedro (1962–2011), portugiesischer Schauspieler
- Heston, Alan (1934–2024), US-amerikanischer Wirtschaftswissenschaftler und Hochschullehrer
- Heston, Charlton (1923–2008), US-amerikanischer Schauspieler und Präsident der Waffenbesitzervereinigung National Rifle AssociationCharlton Heston (1923–2008)

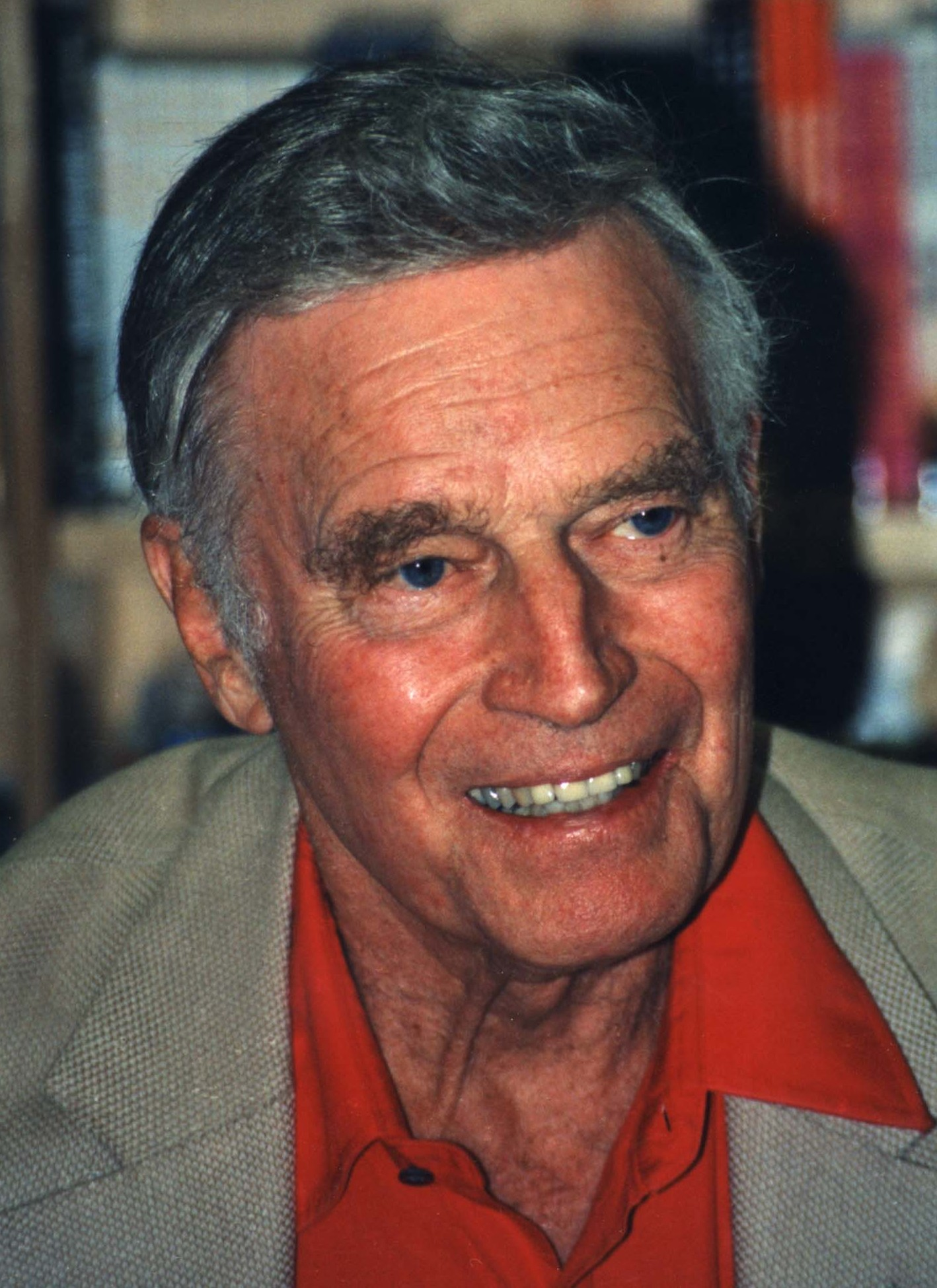
Charlton Heston (1923–2008)

- Heston, Edward Louis (1907–1973), US-amerikanischer Ordensgeistlicher, Kurienerzbischof der römisch-katholischen Kirche
- Heston, Fraser Clarke (* 1955), US-amerikanischer Filmregisseur, Drehbuchautor und Filmproduzent
- Hestrin-Lerner, Sara (1918–2017), kanadisch-israelische Physiologin

### Hesy
- Hesychastes, Johannes (454–559), Bischof und Klostergründer
- Hesychios, christlicher Heiliger
- Hesychios von Alexandria, antiker griechischer Philologe und Lexikograf
- Hesychios von Milet, spätantiker Geschichtsschreiber
- Hesychius, Bischof von Salona
- Hesychius von Carteia, spanischer Bischof

### Hesz
- Hesz, Mihály (* 1943), ungarischer Kanute
- Heszlényi, József (1890–1945), ungarischer Militär, zuletzt Generaloberst im Zweiten Weltkrieg